# Histoire militaire de la Pologne
L'armée polonaise (en polonais : Wojsko Polskie) est le nom donné aux forces militaires de la Pologne. Le nom est utilisé depuis le début du XIXe siècle, bien qu'il puisse également être utilisé pour désigner des formations plus anciennes. Les forces armées polonaises se composent actuellement des branches de l'armée de terre (Wojsko Lądowe), de la marine (Marynarka) et de l'armée de l'air (Lotnictwo) et sont placées sous le commandement du ministère de la Défense nationale (Ministerstwo Obrony Narodowej (pl)).

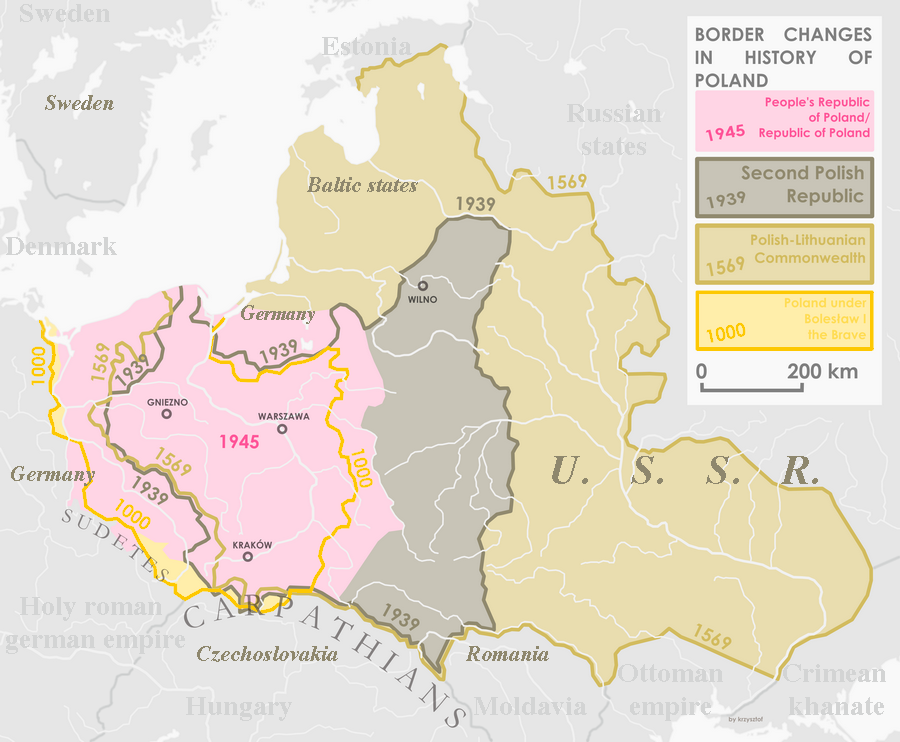
volution territoriale de la Pologne au cours de son histoire.

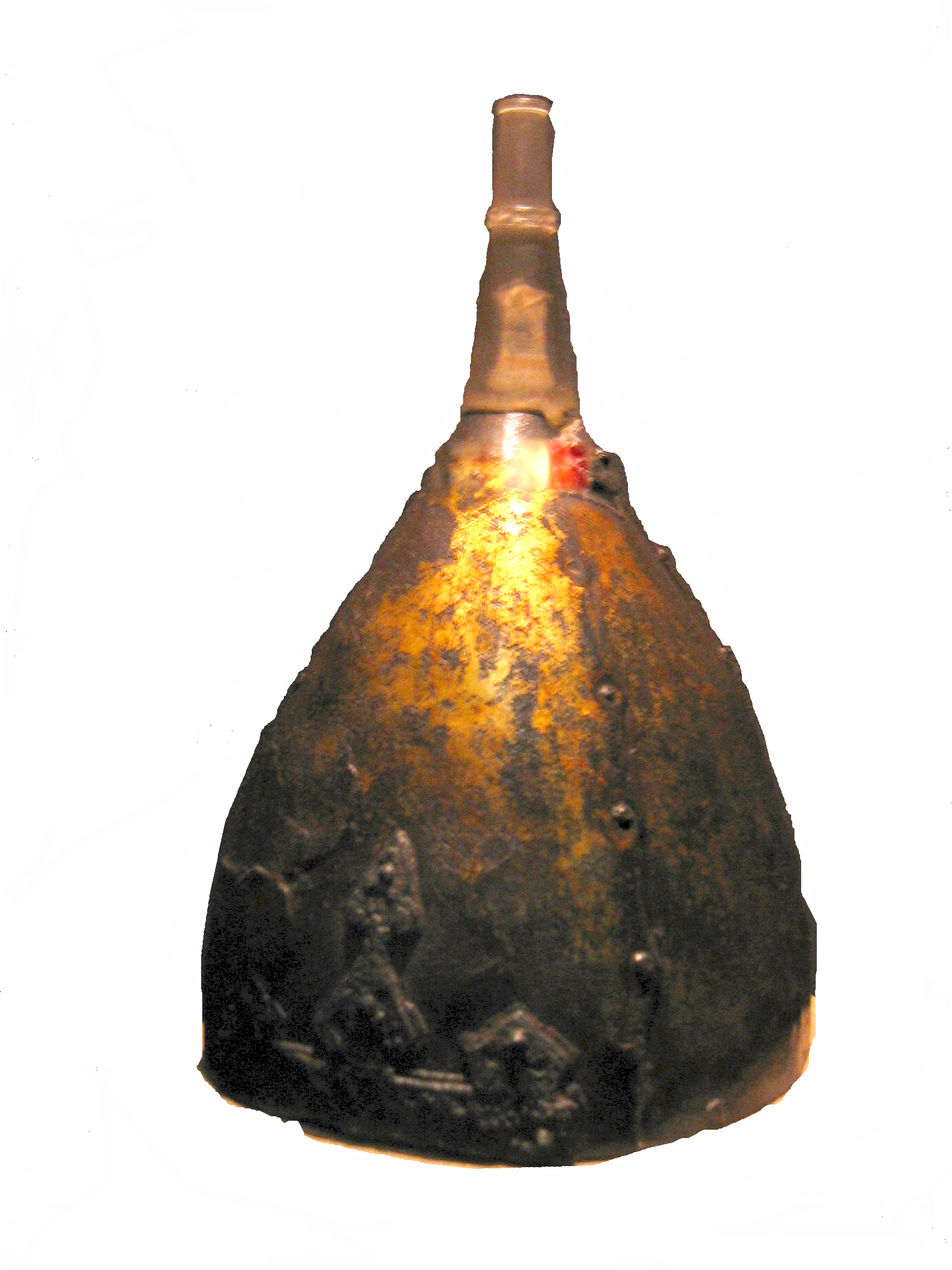
Casque polonais du Xe siècle

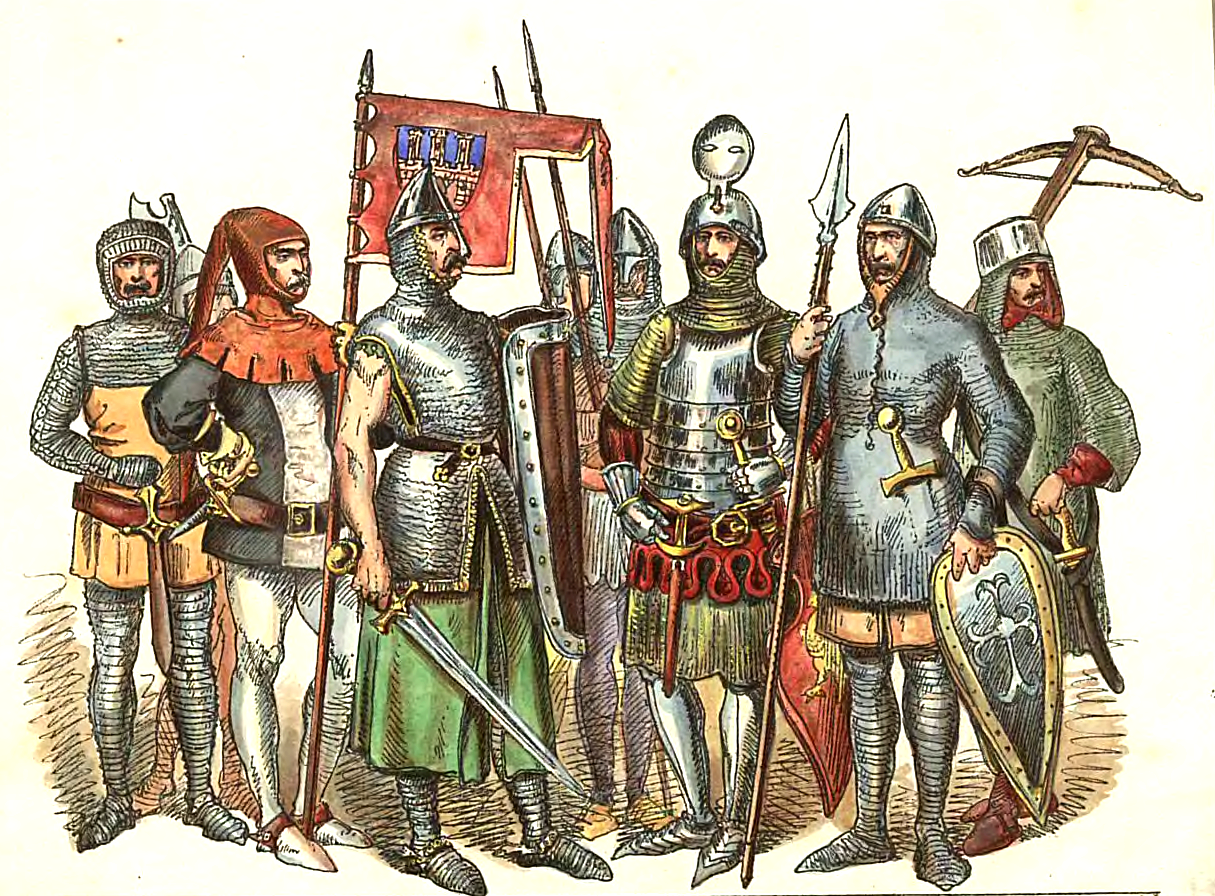
Chevaliers polonais (vers 1228-1333)

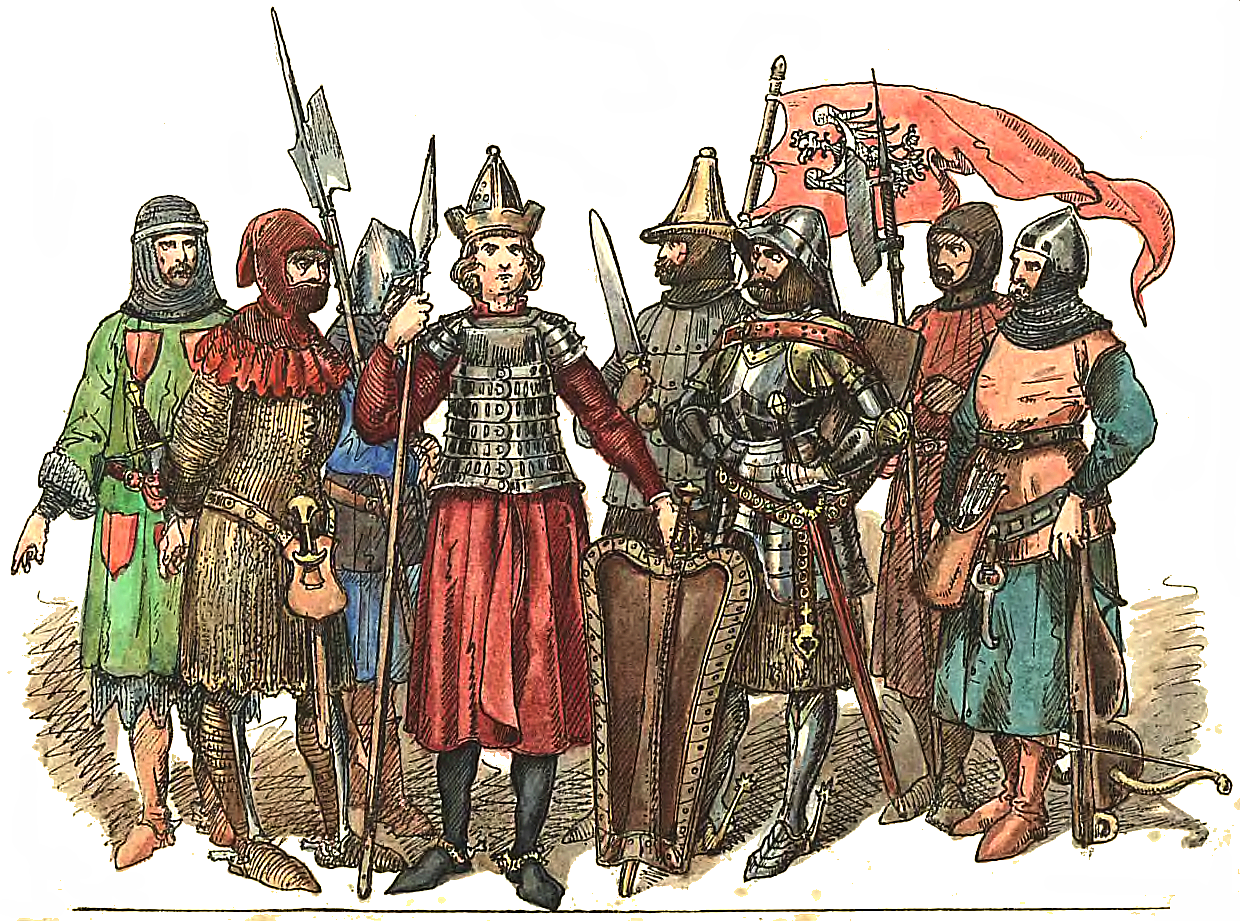
Chevaliers polonais (vers 1333-1434)

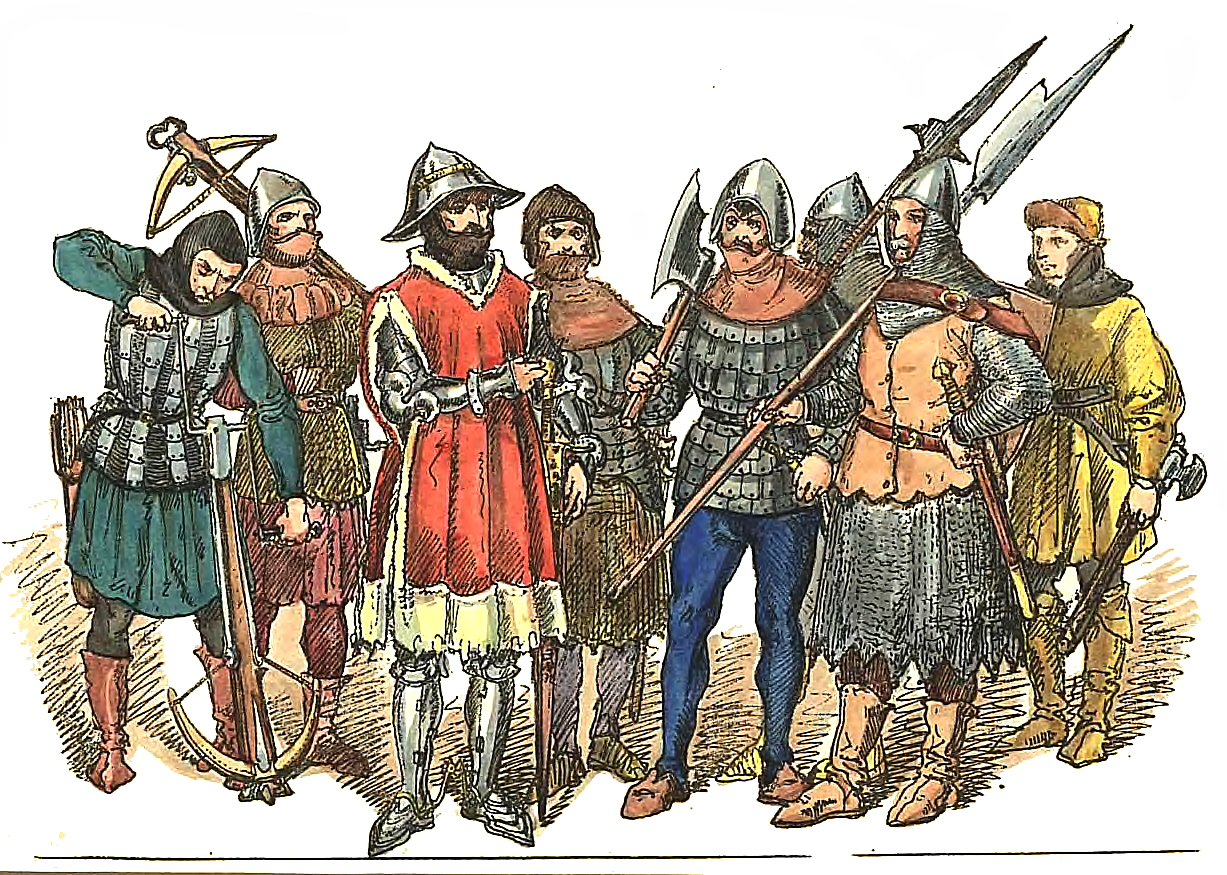
Chevaliers polonais (vers 1447-1492)

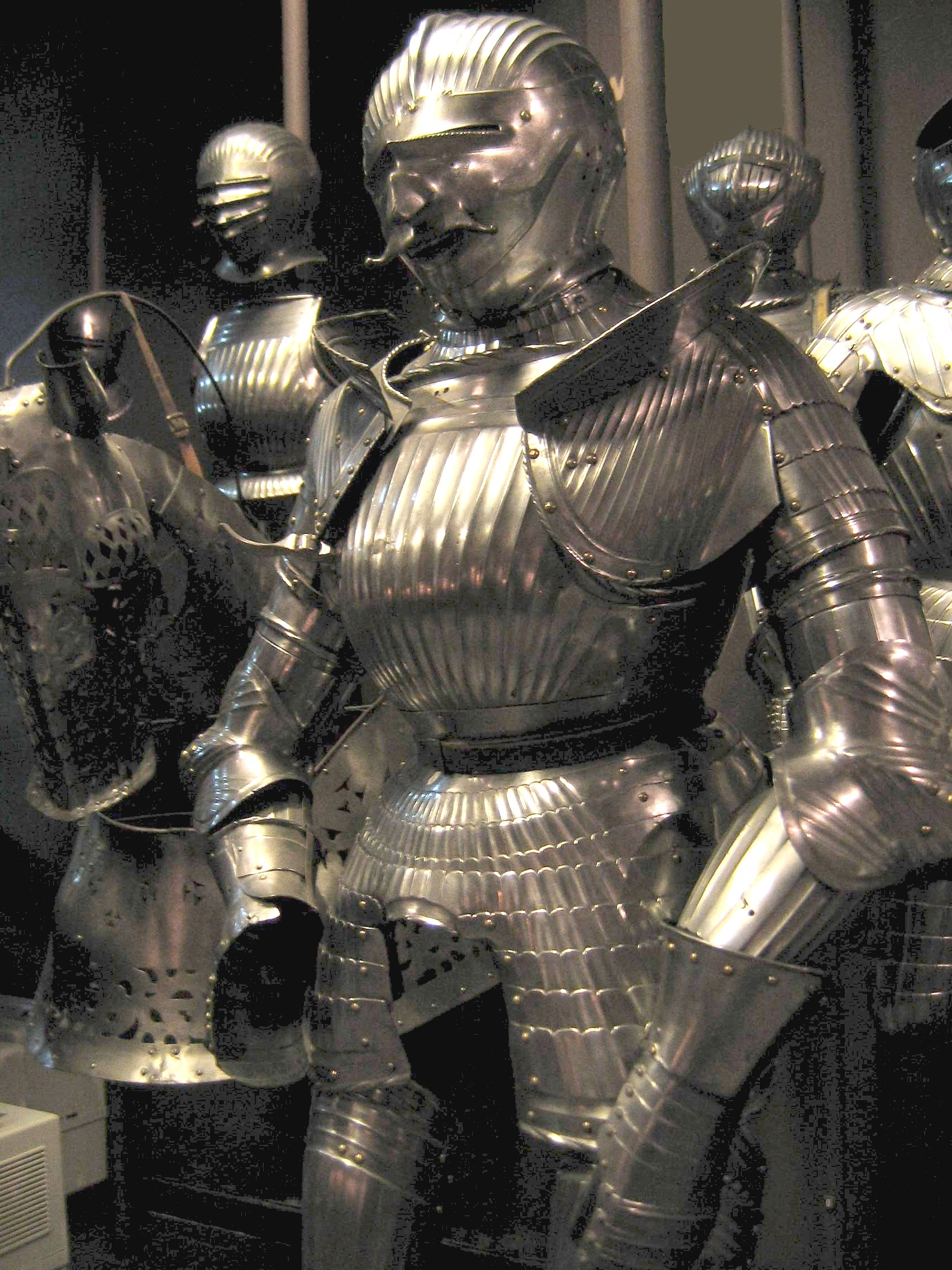
Armure de plaques de type allemand, chevalier mercenaire polonais, vers 1514

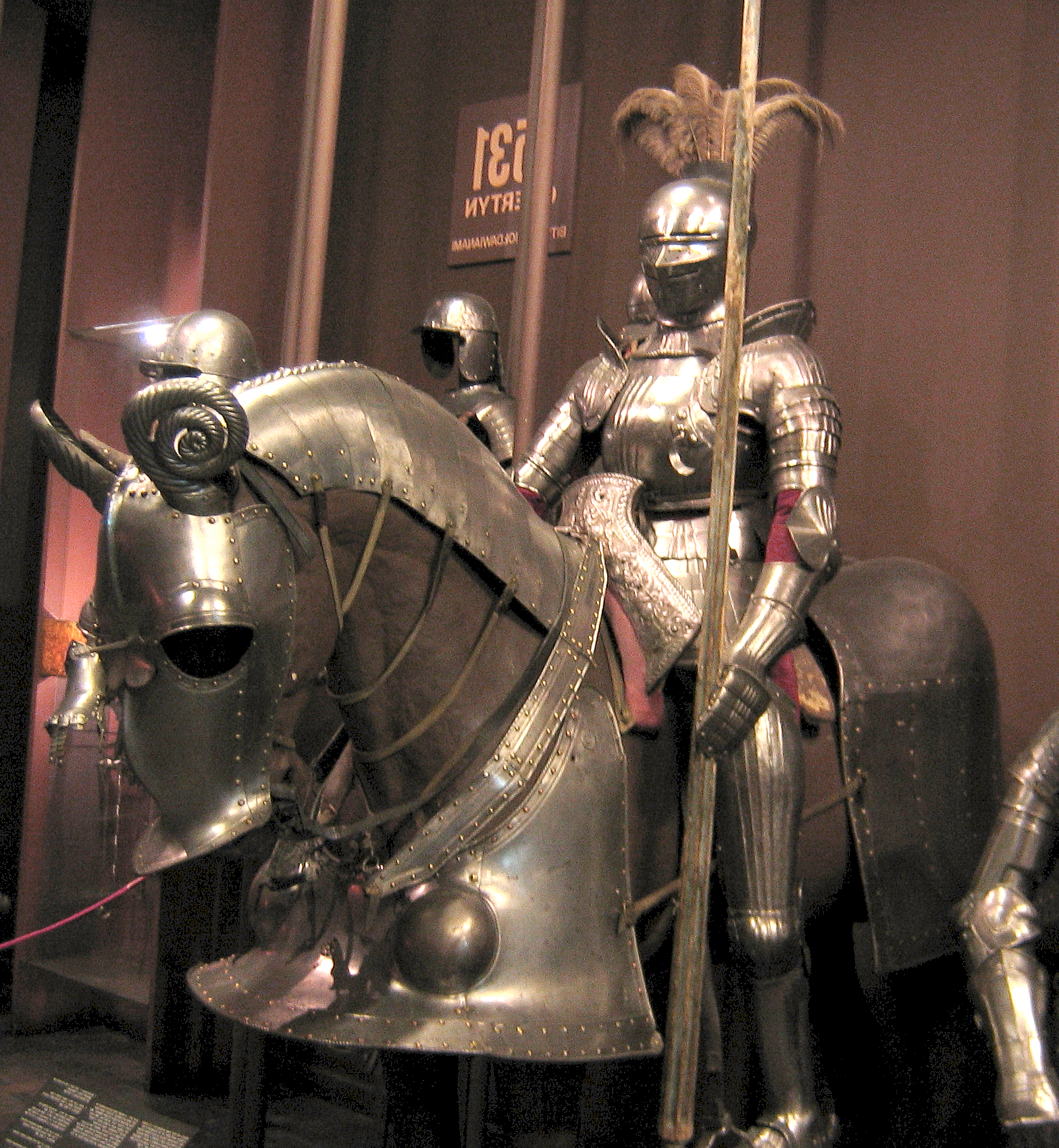
Armure et barde d'un chevalier mercenaire polonais du début du XVIe siècle

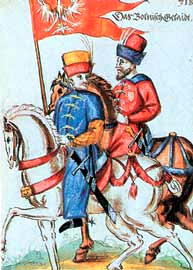
Cavaliers polonais du milieu du XVIe siècle

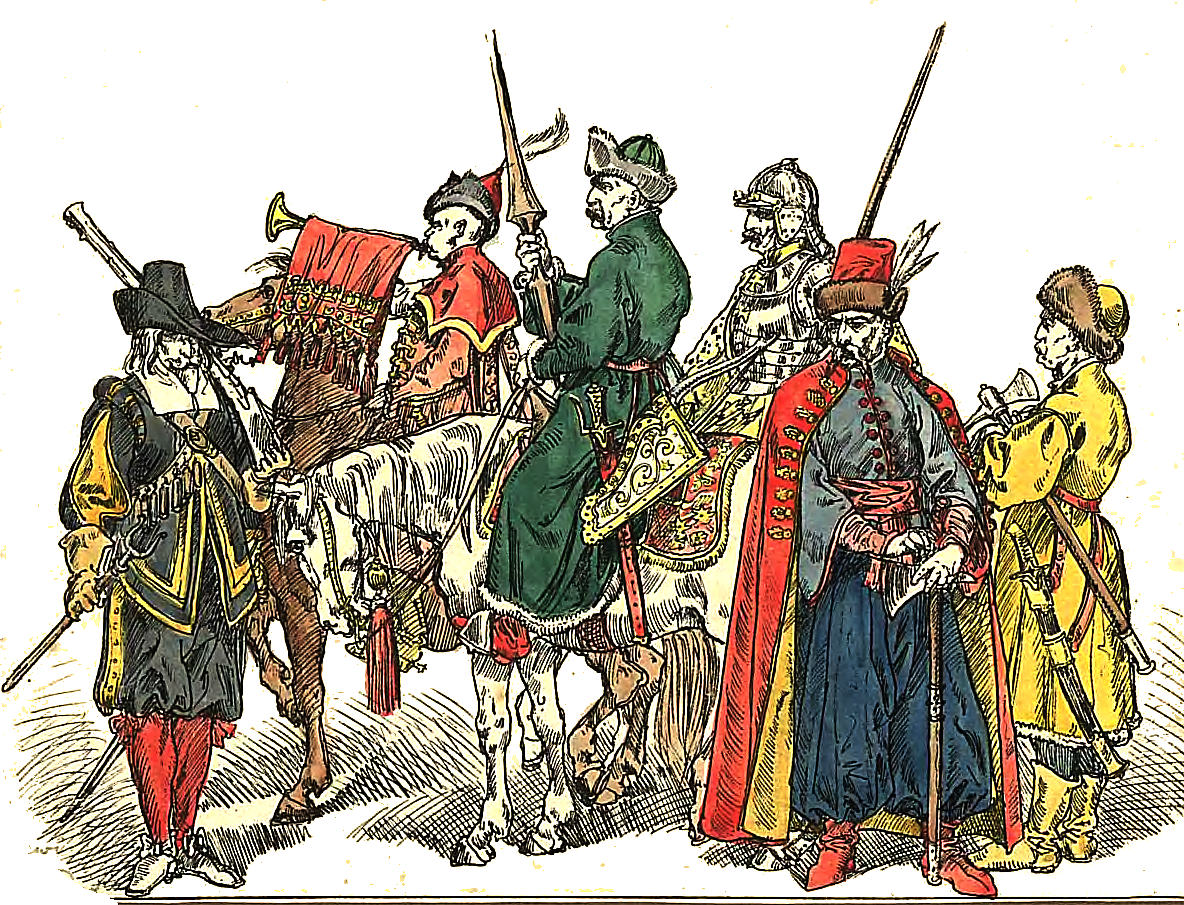
Soldats polonais, vers 1633-1668

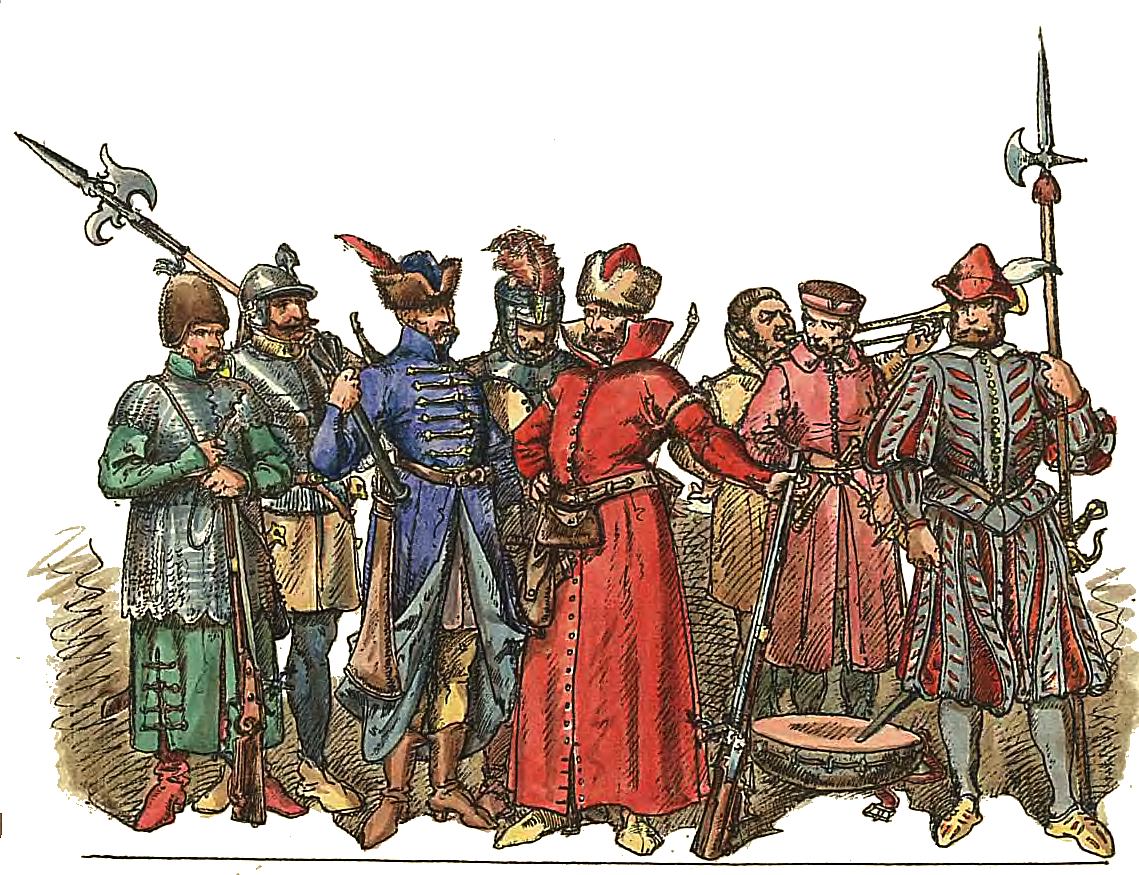
Infanterie polonaise, vers 1548-1572

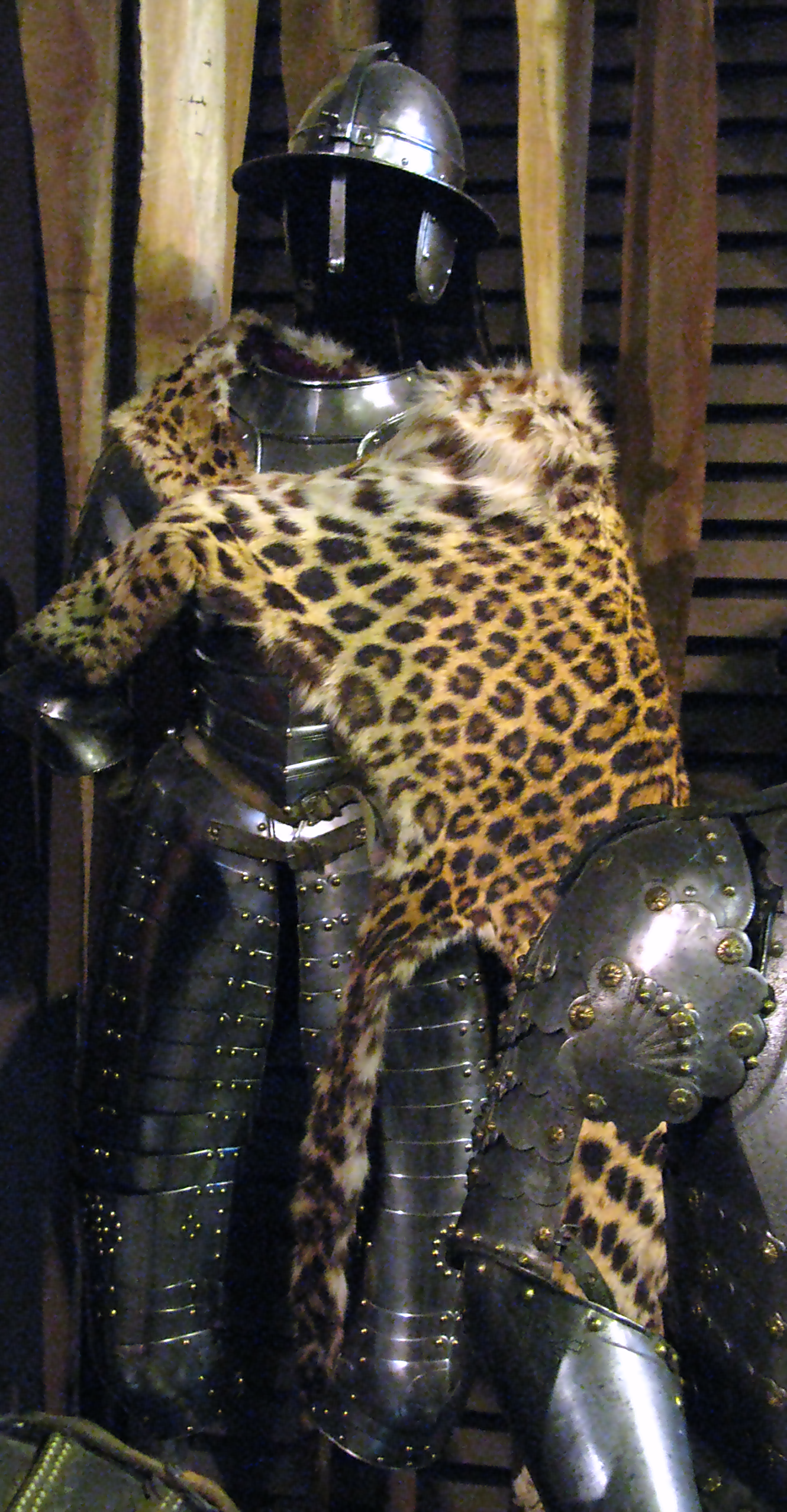
Armure de cavalerie polonaise du tournant des

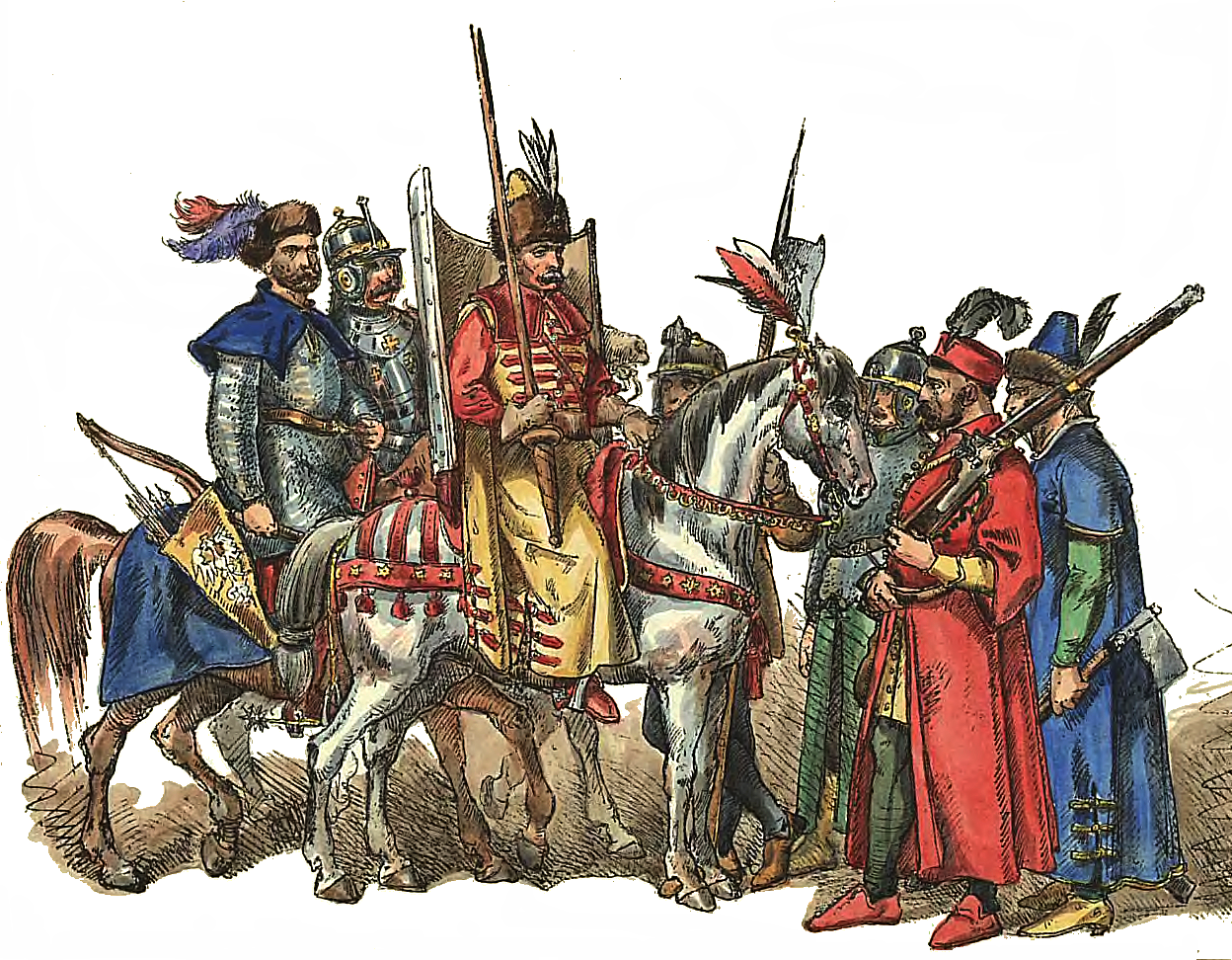
Soldatesque polono-lituanienne, vers 1576-1586

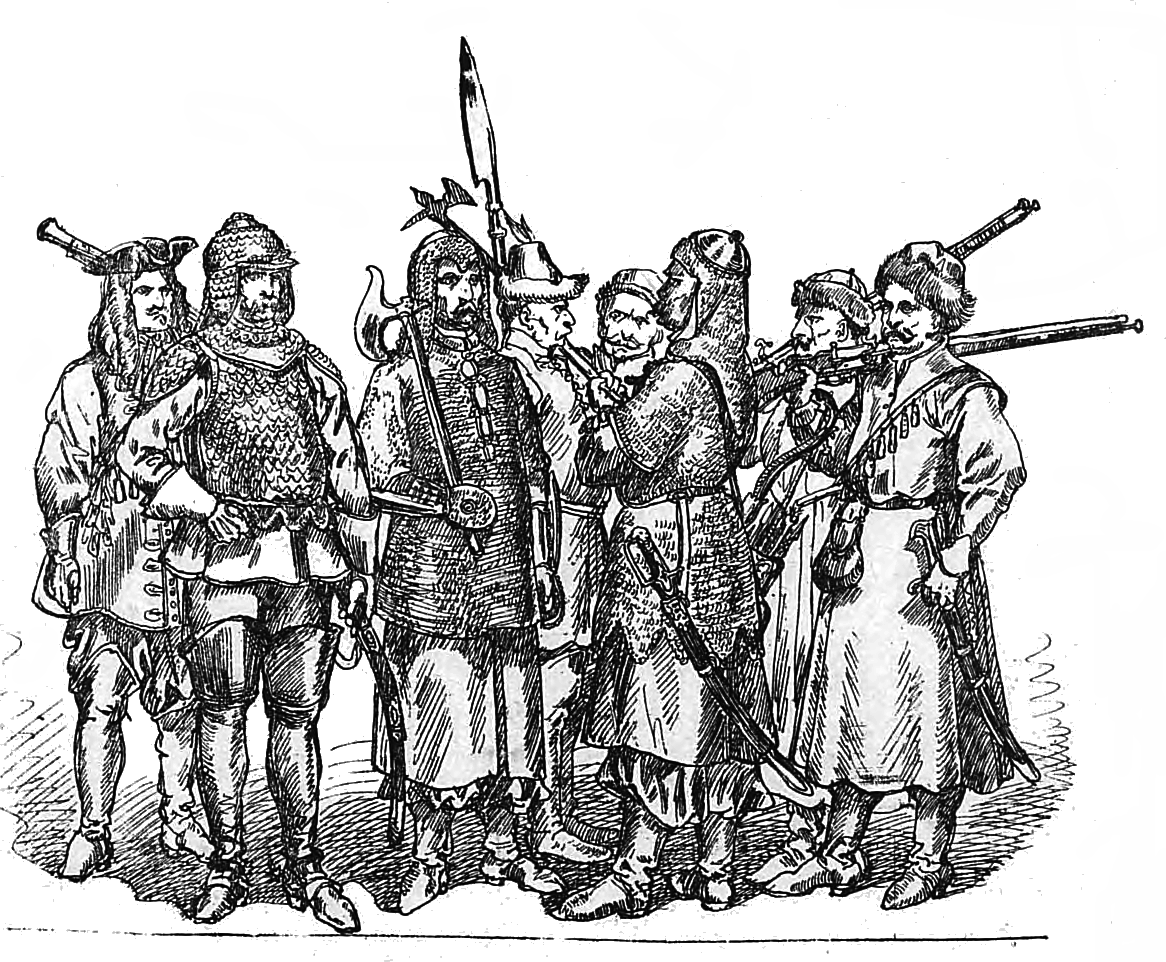
Soldats polonais, vers 1674-1696

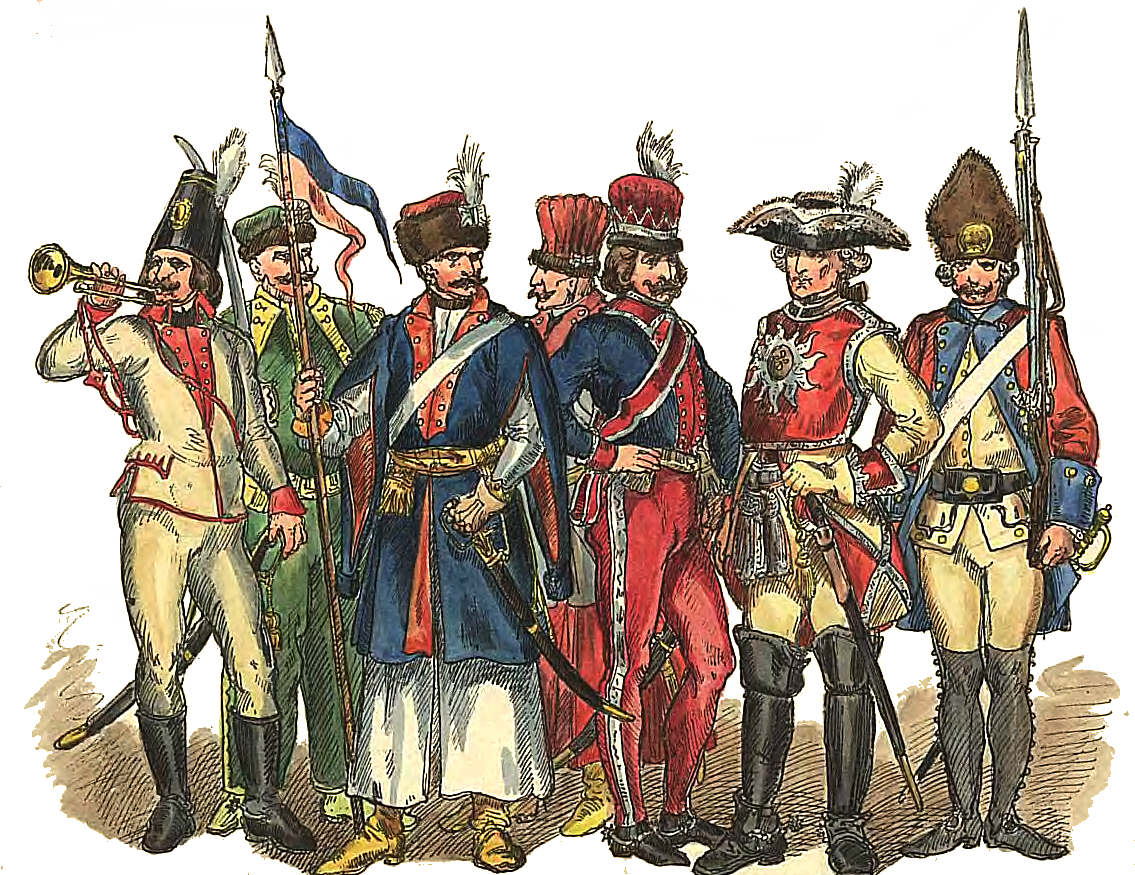
Soldats polonais, vers 1697-1795

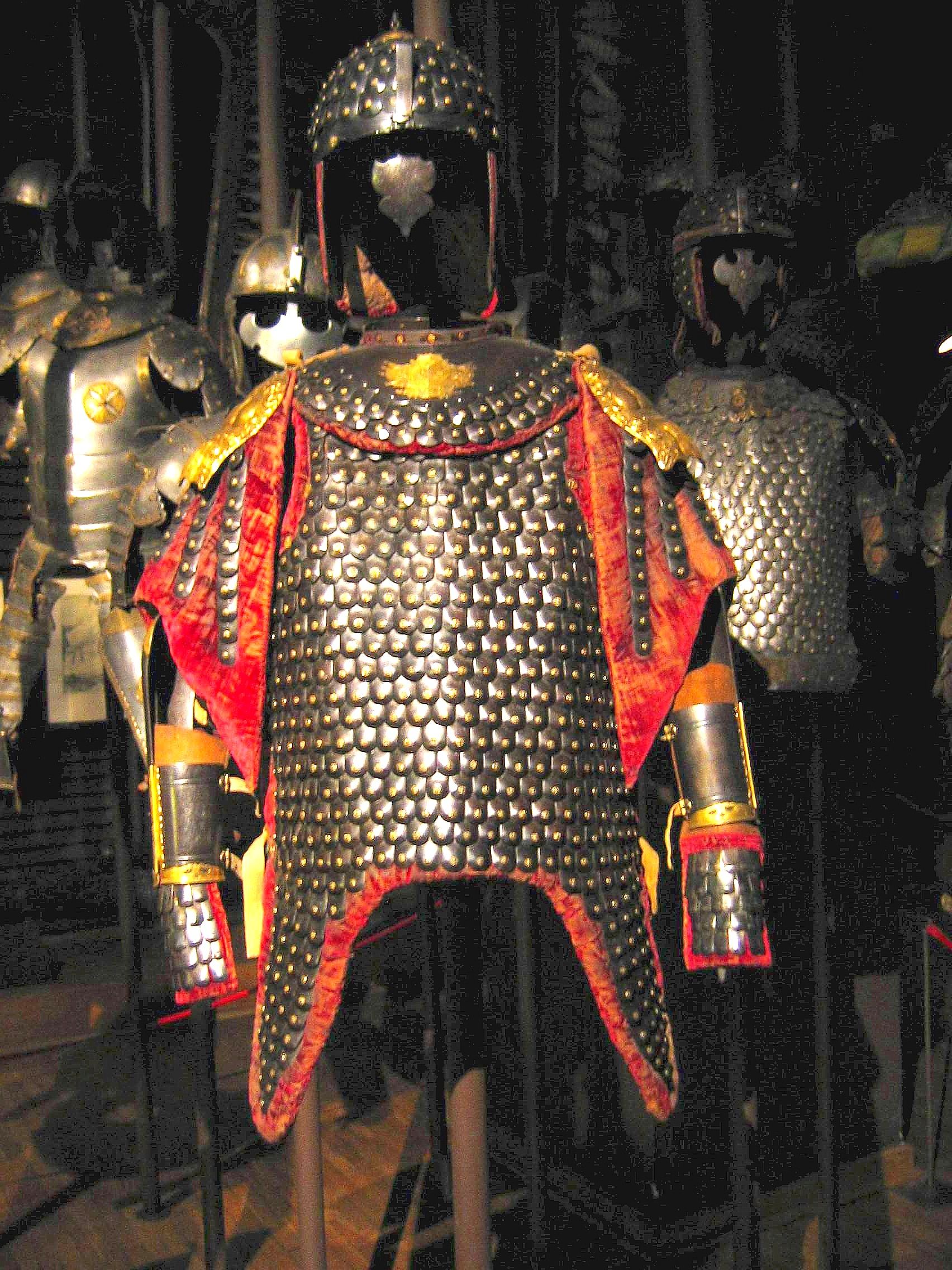
' du XVIIe siècle

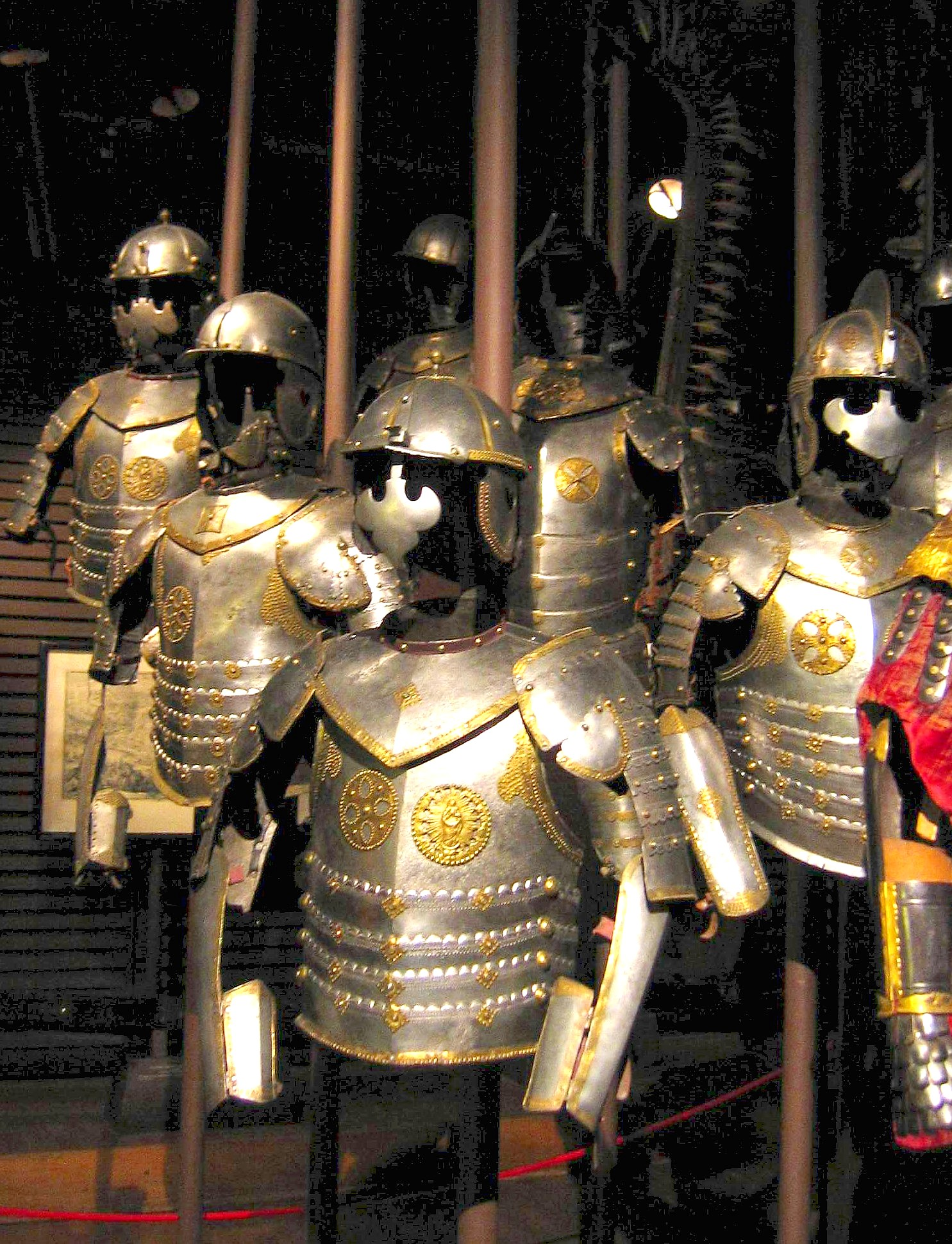
Armure de hussard du XVIIe siècle

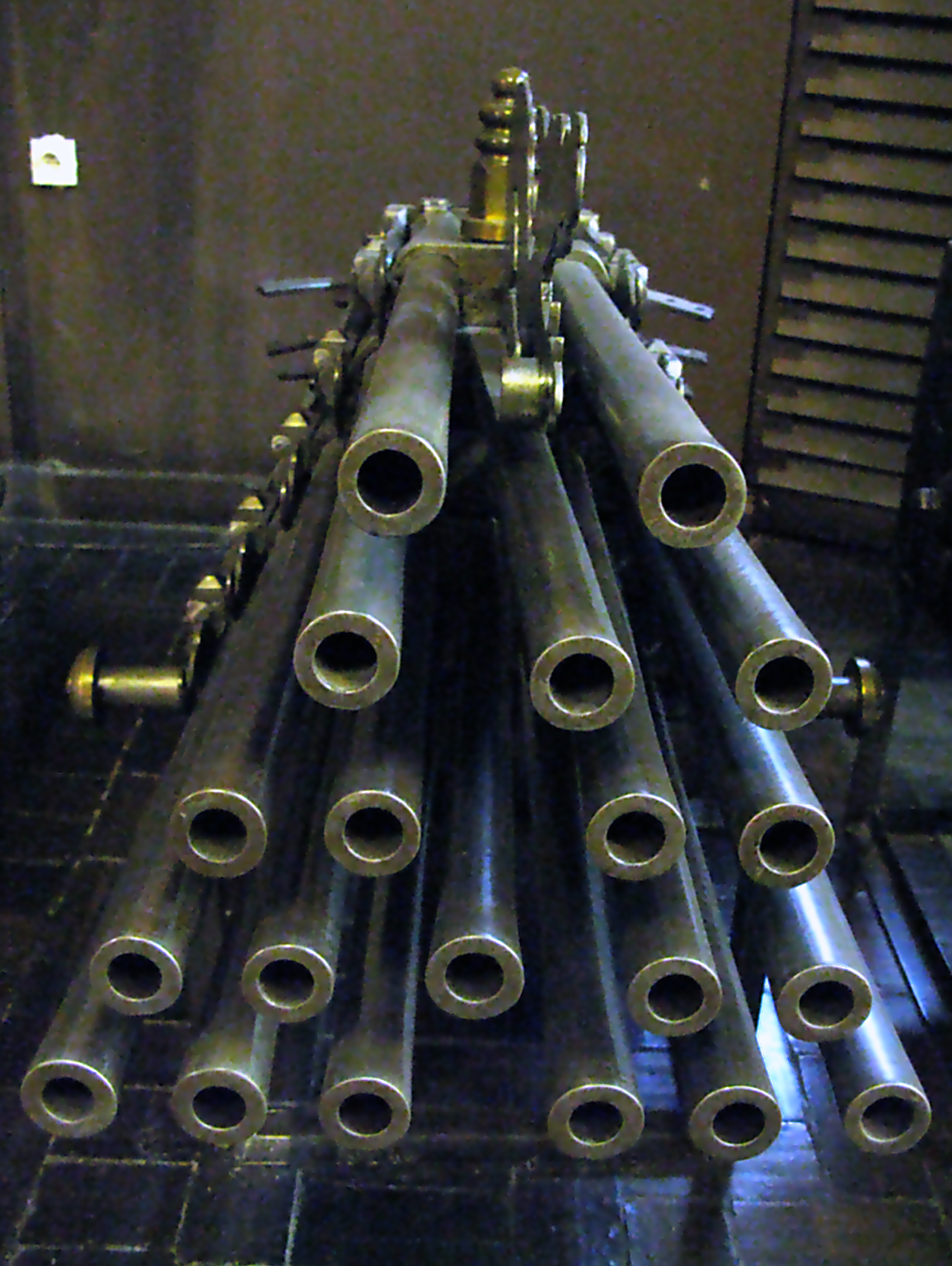
Pièce d'artillerie polonaise à tir rapide, à plusieurs canons et à canon mobile du, capable de tirer simultanément droit devant et latéralement, et utilisé, entre autres, pour l'appui-feu des attaques de cavalerie

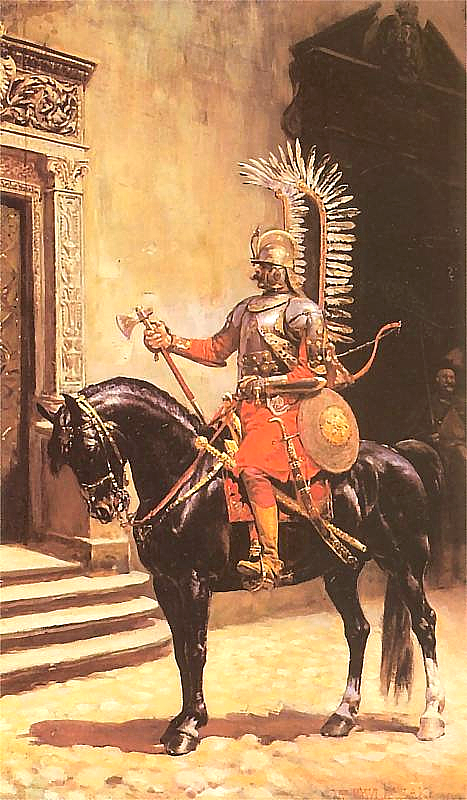
La garde du Hetman, peinture de Wacław Pawliszak

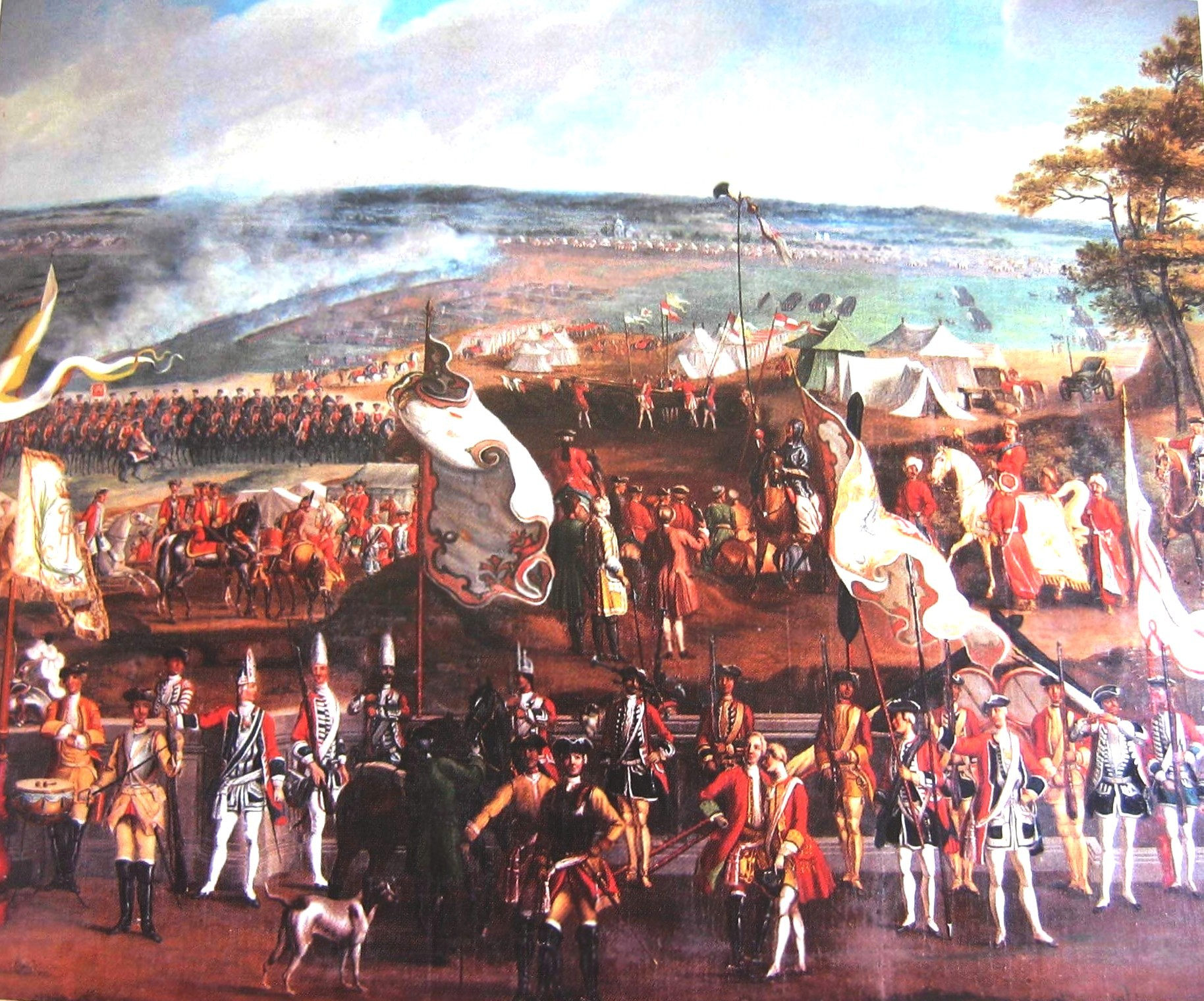
Revue des troupes polonaises et saxonnes en 1732

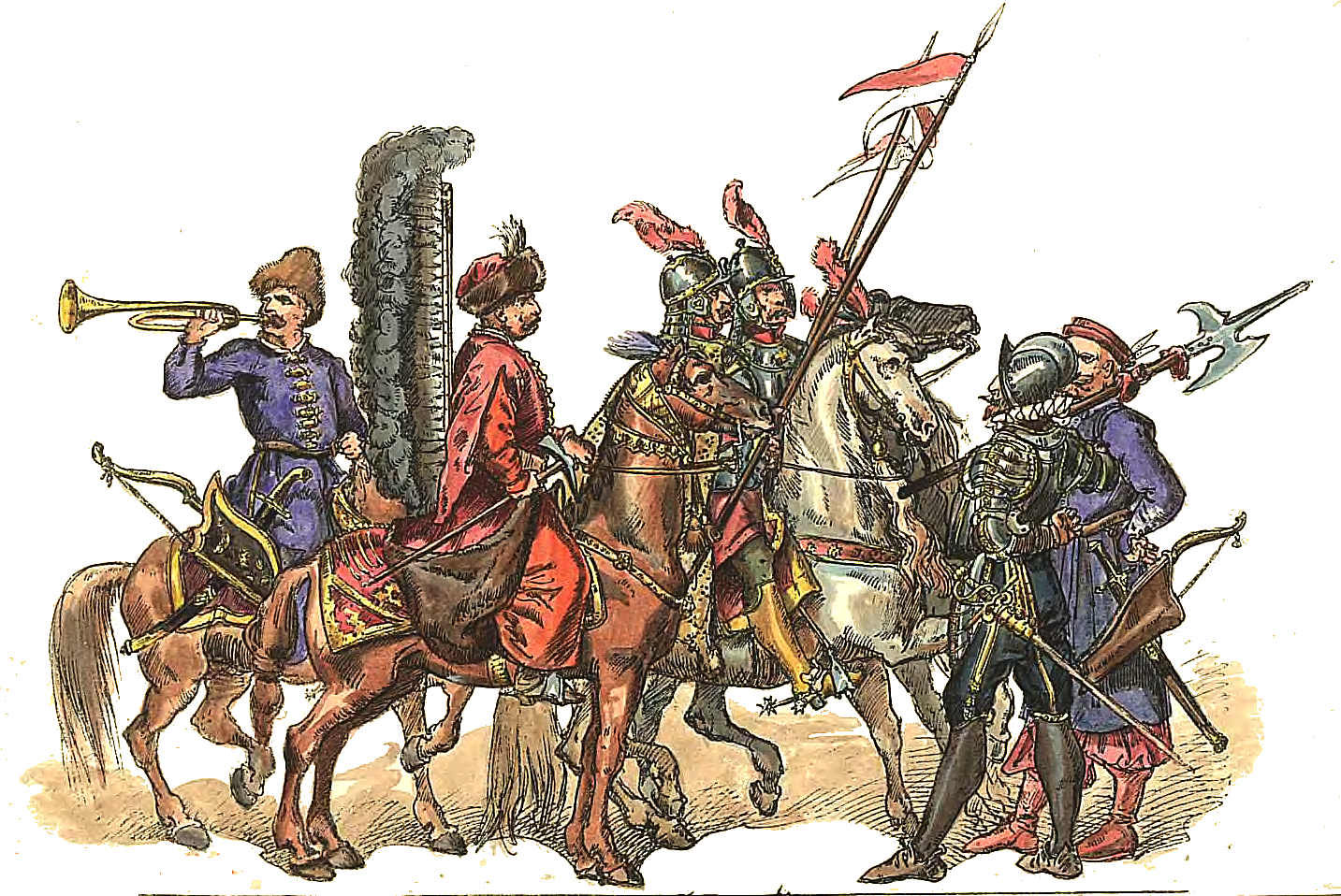
Soldats polonais vers 1588-1632

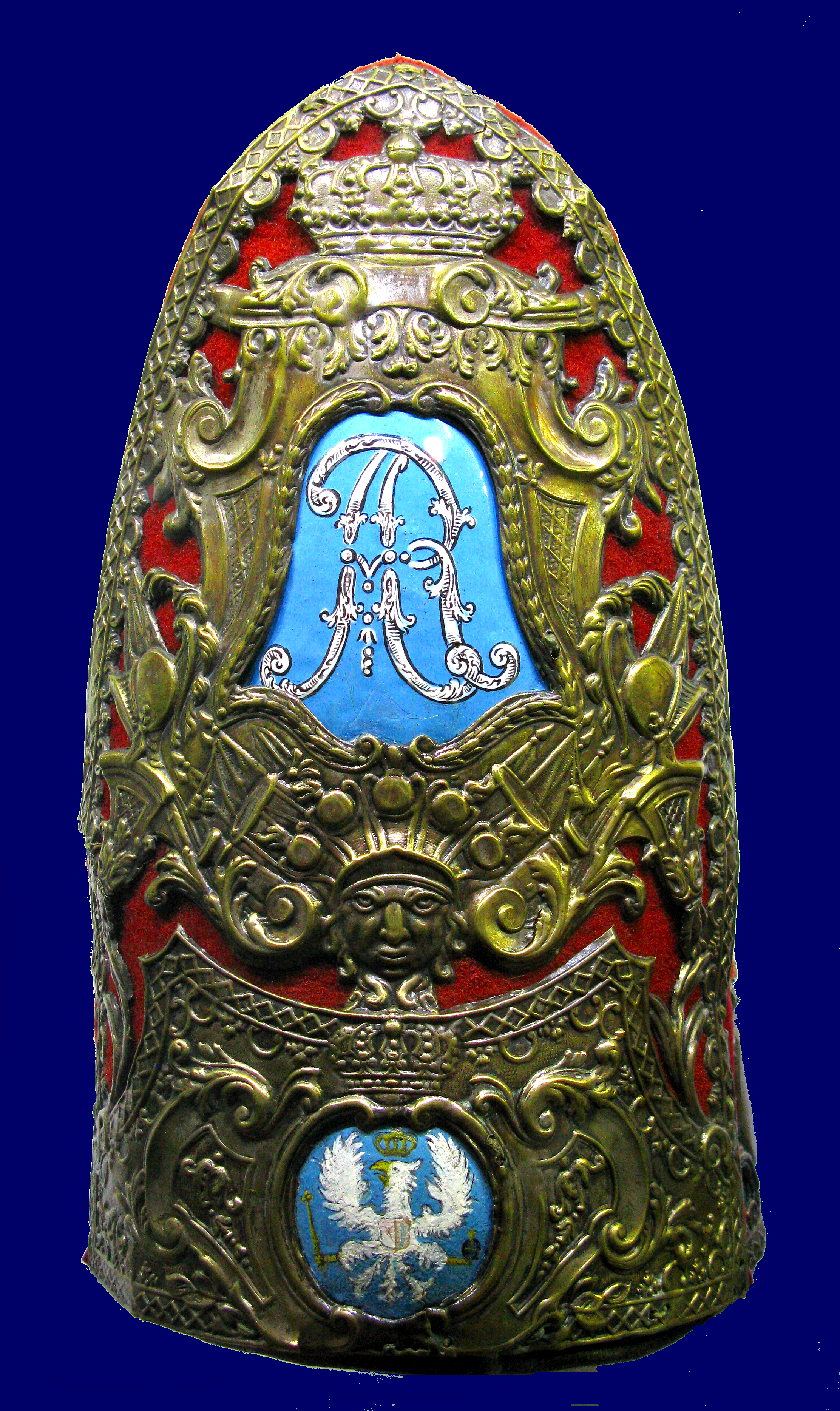
Casquette plate des Gardes à pied de la Couronne, 1697-1733

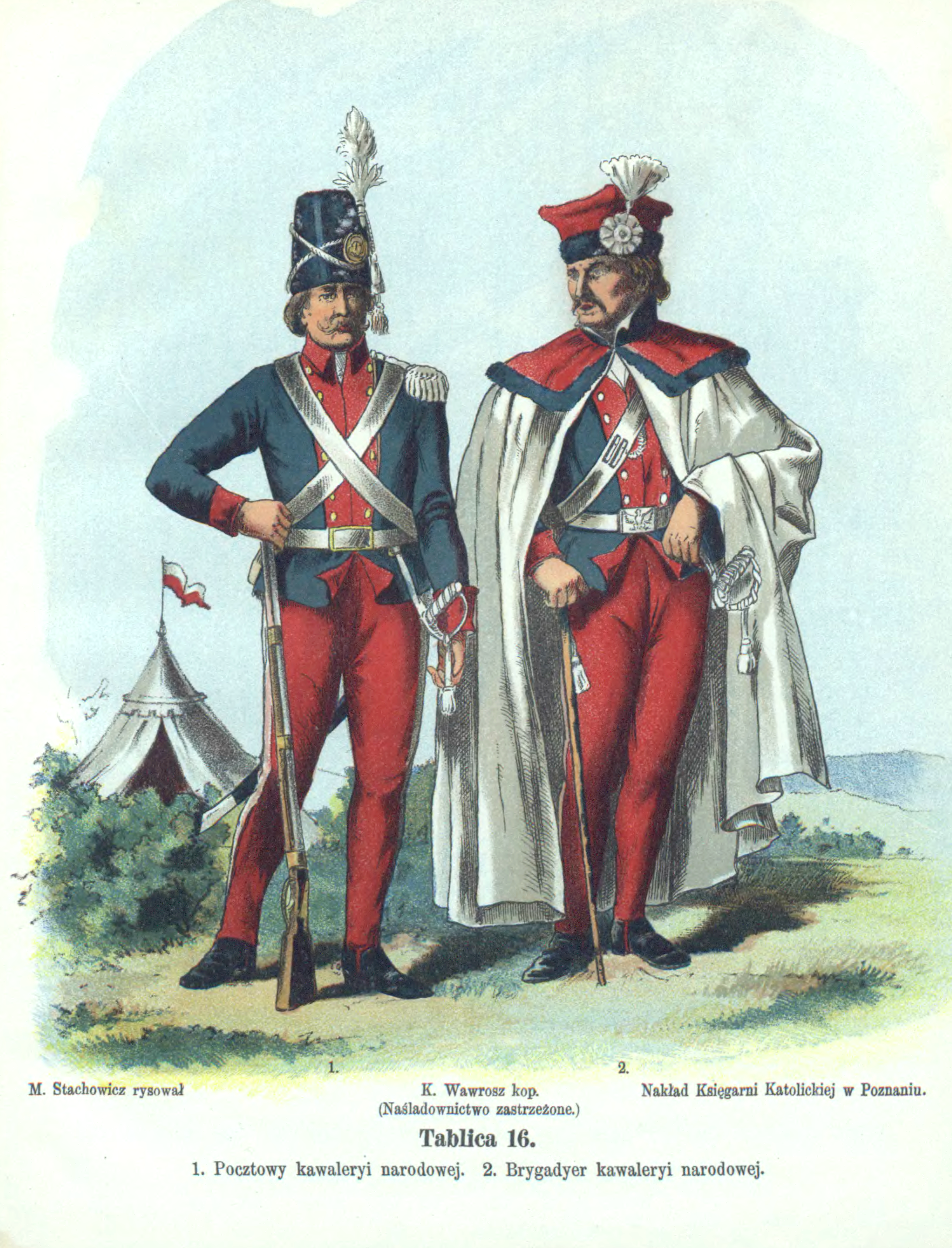
pendant le soulèvement de Kościuszko de 1794

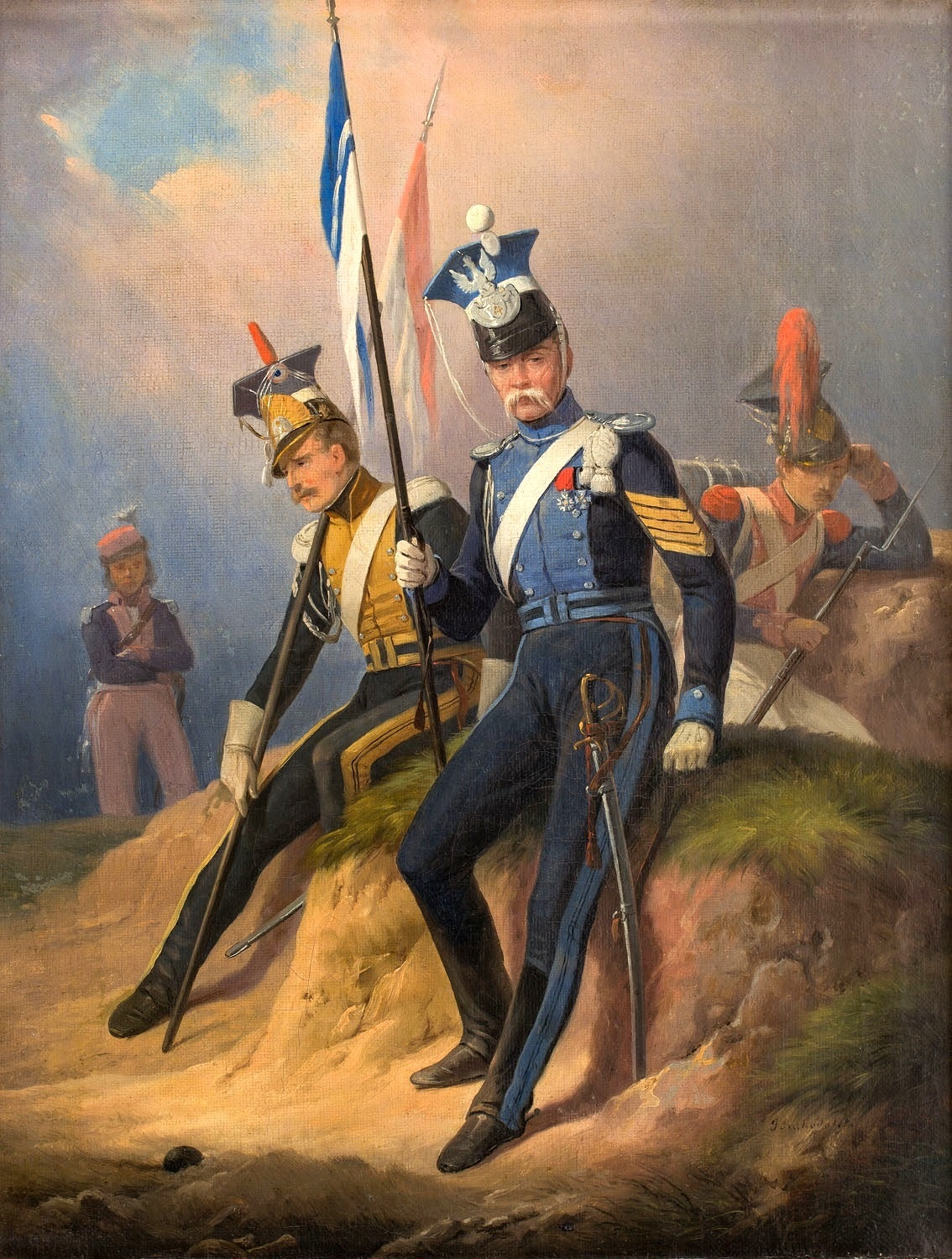
Uhlans du duché de Varsovie

## Période pré-étatique
Avant l'émergence d'un État polonais à proprement parler (au Xe siècle), l'ensemble de la population participait à la défense de son territoire. Ce fait historique se reflète dans la langue elle-même, où le mot wojsko (« armée ») signifiait également « peuple » et désignait en vieux polonais une grande foule de personnes. Les populations pré-polonaises se battaient en groupe, sans utiliser de tactique particulière, et elles étaient probablement commandées par le guerrier le plus expérimenté du groupe. Deux concepts sont également associés au système de défense des tribus slaves habitant les zones historiques de la Pologne :
La cité fortifiée
Une cité fortifiée est généralement située dans un lieu naturellement défensif, difficile d'accès, entouré de remblais protecteurs, de douves naturelles ou artificielles, d'une palissade et de pics. Elle était habitée en permanence par des artisans et les agriculteurs travaillant dans les champs environnants, tous étant citoyens à part entière de la ville. Un exemple en est Biskupin.
La ville refuge
Une place forte située dans une zone difficile d'accès, offrant un abri à l'ensemble de la population locale en cas d'agression, ainsi qu'un point fort de soutien armé.

## La période du premier État polonais
Après la création de l'État polonais apparaît, aux côtés de la milice commune décrite dans le paragraphe précédent, et dont la mission était de défendre les environs immédiats en cas d'agression, une armée princière. Celle-ci était utilisée pour des opérations militaires plus larges, y compris offensives. Il s'agissait d'une force armée permanente attachée au prince. Les soldats formant cette troupe recevaient du prince une solde, une part du butin, des armes et de la nourriture. Une armée parfaitement organisée, disciplinée, bien entraînée et nombreuse conférait aux premiers Piast un avantage significatif sur les autres centres tribaux. Grâce à elle, ils purent étendre rapidement l'État Piast et mener des guerres avec les pays voisins.
L'armée princière était composée d'unités d'infanterie et de cavalerie. L'infanterie était divisée en unités de :
- Archers – équipée d'arcs lourds.
- « Porteurs de boucliers » – équipés de boucliers, de lances et de haches.
La cavalerie était composée de :
- cavalerie blindée lourde (Pancerni (pl)) – un soldat à cheval équipé d'une épée, d'une hache, d'un arc, d'un bouclier, d'un casque et d'une armure.
- cavalerie légère – même armement que le précédent mais sans l'armure.
Initialement, l'armée princière était dirigée personnellement par le prince, ses plus proches parents, ou ses associés. Au fil du temps, avec l'extension du territoire contrôlé et l'augmentation du nombre de troupes, il a fallu créer une fonction d'organisation des forces armées. À partir du XIe siècle, c'était le comte du tribunal — le voïvode-palatin (en latin : come palatinus) — qui joue se rôle, en plus de ses fonctions administratives.
L'armée de Mieszko Ier était composée d'environ trois mille guerriers. Sous le règne de Boseslas Ier le Vaillant, leur nombre s'accroit jusqu'à trois mille neuf cents guerriers (selon Gallus Anonymus). Mieszko II dispose probablement d'une armée tout aussi nombreuse au début de son règne. Les armes aussi évoluent. À l'époque de Boleslas III Bouche-Torse, une longue chemise en cotte de mailles descendant jusqu'au mollet devient populaire parmi les cavaliers lourds, et le petit bouclier rond a été remplacé par un plus grand type normand ou bouclier « en forme d'amande ». Les cavaliers utilisaient couramment la lance.
La première armée princière des Piast était suffisamment forte pour affronter les Tchèques, les Poméraniens et les Vélètes, mais pas assez forte (et trop mal équipée en cavalerie) pour faire face à l'expédition impériale sur le champ de bataille (Boseslas III dut employer des tactiques de guérilla contre Henri V). La Pologne des Piast doit surtout sa série de succès dans les guerres ultérieures avec l'Empire — ce jusqu'à l'invasion menée par Frédéric Barberousse — aux excellentes qualités défensives des places fortes polonaises ainsi qu'à l'utilisation généralement habile des conditions du terrain. Lors des affrontements avec les expéditions impériales, la formation la plus importante était généralement constituée d'archers (moins souvent de lanceurs de javelots), qui — lorsqu'ils étaient positionnés dans une position favorable — étaient capables d'infliger des pertes importantes à l'armée ennemie ainsi surprise pendant sa marche. Cependant, la défense des principales places fortes de la partie occidentale du pays demeurait d'une importance capitale dans les guerres avec l'Empire.
À l'Est, la situation était différente : les princes polonais envahissent à plusieurs reprises la Rus' de Kiev aux Xe et XIe siècles, attaquant avec succès l'ennemi sur le terrain (en profitant généralement du moment de faiblesse du prince kiévain, et souvent avec l'aide de forces étrangères, par exemple les Petchénègues). Les expéditions de pillage contre les États voisins constituaient alors la base du revenu de l'armée princière, et c'est pourquoi elles étaient menées très souvent, parfois même plusieurs fois par an. Cette situation change lorsque se répand le système de redistribution des terres basé sur le droit chevaleresque.

## La période féodale
Aux XIIe et XIIIe siècles, la chevalerie apparaît comme la principale force militaire de l’État. Le processus de sa formation en tant qu'unité militaire clairement définie est long et difficile à appréhender. Au fil du temps, à mesure que l'administration des Piast se consolidait dans les zones précédemment conquises, la solde fut progressivement remplacée par des concessions de terres, qui devinrent le principal moyen de subsistance des guerriers. En échange du droit d'usage foncier, le chevalier était obligé de se présenter à l'appel du prince. Dans le même temps, un deuxième processus a lieu. Les autres propriétaires fonciers qui en sont entrés en possession d'une manière ou d'une autre sont tenus à la même obligation. Ainsi se crée une classe de chevaliers dont la communauté repose sur les mêmes droits et obligations. Au fil du temps, une noblesse relativement homogène émerge de ce groupe initialement diversifié.
Ceux qui possédaient des biens étaient obligés de répondre à la convocation du prince. Un riche chevalier part en guerre avec quelques uns de ses hommes ; un chevalier pauvre y va seul. Plusieurs chevaliers d'un même territoire sont réunis pour former une « bannière » (chorągiew). Lorsque la mobilisation couvrait la majeure partie du pays, les bannières étaient regroupées en escouades (hufiec). À cette époque, la coutume se développe pour les chevaliers de répondre aux appels princiers uniquement dans des situations de menace directe pour le pays ou la région. Dans le cas d'une guerre d’agression, le prince était obligé de couvrir les frais de la campagne sur ses fonds propres.
Le commandement suprême sur les chevaliers mobilisés était exercé par le prince ou le voïvode qui le remplaçait. Les bannières étaient commandées par des châtelains assistés de fonctionnaires appelés tribuns (wojski).
Même si les paysans n'avaient pas de fonctions militaires, ils étaient également enrôlés dans l'armée dans des situations exceptionnelles. Les citadins étaient chargés de défendre les villes.

## AuxXIVeetXVesiècles
L'armée polonaise sous la monarchie féodale : les forces armées du royaume de Pologne entre 1320 et 1454.

### Réformes militaires de Casimir III le Grand
Sous le règne de Casimir III le Grand, les forces armées de l'État polonais et le devoir de service militaire furent codifiés dans des normes juridiques. Selon les statuts royaux, la principale force offensive et défensive de l'État devait être constituée par la levée en masse de la noblesse (pospolite ruszenie), composée de trois catégories : les chevaliers-nobles, les petits seigneurs, et les chevaliers issus des roturiers, comme les chefs de village, les baillis et même des paysans ordinaires.
- Les chevaliers-nobles, étant les plus puissants, étaient généralement les mieux armés et disposaient souvent d'une suite militaire importante.
- Les petits seigneurs ou chevaliers-vlodyka (pl) servaient dans la suite des grands seigneurs ou dans les bannières locales.
- Les chevaliers issus de roturiers (chefs de village ou paysans) occupaient des fonctions subalternes.

Tous ces chevaliers étaient tenus de servir personnellement dans l'armée à l'appel du roi, car ils possédaient des biens fonciers sous la loi chevaleresque, exempts d'autres obligations fiscales. Ils devaient disposer, selon leurs moyens, d'un équipement militaire adéquat.

#### Levée en masse et défense du territoire
Ces règles s'appliquaient lors de la convocation de la levée en masse. En cas d'invasion ennemie sur le territoire, une levée locale (wyprawa domowa ou « défense du pays ») était organisée. On levait également des troupes parmi les exploitations agricoles et les villes, mais ni la noblesse ni les bourgeois n'étaient obligés de se présenter en personne ; ils devaient fournir un certain nombre de soldats proportionnellement à la taille de leurs terres ou à leurs revenus.
Sous Casimir III, la levée en masse pouvait mobiliser de 10 000 à 11 000 soldats, auxquels s'ajoutaient des fantassins paysans et des miliciens urbains en cas d'invasion. En cas de campagne offensive, le royaume pouvait rassembler entre 3 500 et 4 000 hommes. Pour la « défense du pays », jusqu'à 10 % de la population pouvait être mobilisée dans certaines parties du royaume. En 1341, 20 000 hommes furent appelés pour défendre le pays contre les invasions tatares.

#### Impôts et financement de l'armée
Les impôts pour la défense étaient prélevés en nature, soit une partie de la récolte de blé ou d'avoine, et en argent, variant de 12 à 24 grosz par propriété, selon qu'elle appartenait à des chevaliers, des évêques ou des monastères. Lors de campagnes militaires plus importantes, le roi sollicitait des exemptions de la dîme papale, contractait des prêts, voire vendait des joyaux d'Église pour financer l'armée. Casimir emprunta même de l'argent aux chevaliers teutoniques en échange de territoires en gage. Cela permettait au roi de maintenir environ 625 lances de mercenaires par an, ou 2 500 lances pour une campagne de deux mois.

### Organisation militaire
L'armée était placée sous le commandement du roi, ou en son absence, d'un dignitaire désigné par lui.
- Les « lances » (kopie) : un chevalier suffisamment riche devait entretenir une petite unité de plusieurs combattants. Ces unités, appelées « lances », étaient généralement composées de volontaires. Chez les chefs de village, les membres de la lance étaient des paysans, tandis que chez les baillis, il s'agissait de bourgeois. Les chevaliers eux-mêmes s'appuyaient principalement sur leurs écuyers. Une lance commandée comptait de 7 à 12 chevaux, tandis qu'une lance ordinaire en comptait de 4 à 6. Le nombre de combattants variait selon la taille de l'unité.
- Les « bannières » (chorągwie) : les lances étaient regroupées en « bannières », qui se divisaient en bannières territoriales et familiales. Une troisième catégorie était constituée par les bannières de mercenaires, utilisées principalement pour la défense des forteresses frontalières. Les bannières territoriales regroupaient les petites noblesses locales, les baillis et les chefs de village, tandis que les bannières familiales étaient formées par les magnats. Chaque chevalier pouvait choisir de servir dans une bannière territoriale ou familiale.

#### La levée en masse
Le roi convoquait la levée en masse, et les gouverneurs locaux (starostes) faisaient appel à la noblesse pour une « grande expédition » (expeditio generalis) ou pour une campagne locale. Les gouverneurs pouvaient aussi convoquer la levée sans ordre royal pour défendre leur région. Le service militaire à l'intérieur du royaume était gratuit, mais pour les campagnes à l'étranger, les chevaliers étaient payés.

#### Artillerie et unités techniques
Sous Casimir III, l'artillerie fit son apparition en Pologne, utilisant des canons tirant d'abord des boulets de pierre, puis de fer ou de plomb. Des unités techniques et de sapeurs étaient également intégrées à l'armée, chargées de la construction de ponts, de radeaux, de catapultes et d'autres engins de siège.

#### Stratégies et tactiques militaires
La principale force de l'armée polonaise au XIVe siècle et au début du XVe siècle résidait dans sa cavalerie lourde. Les chevaliers se regroupaient en formation de « coin », avec les combattants les mieux équipés à l'avant, protégeant les flancs et l'arrière. Cependant, avec l'avènement des armes à feu et l'amélioration de l'archerie, la cavalerie lourde perdit de son efficacité face aux archers légers et à l'infanterie dotée de piques.
Les armées polonaises, souvent lourdes et peu maniables en raison des grands convois de ravitaillement qu'elles transportaient, étaient limitées dans leurs opérations militaires, souvent calculées pour des campagnes de courte durée.

### Équipement et armement
L'armement des soldats dépendait de leur richesse et du type d'unité dans laquelle ils servaient. Depuis le règne de Ladislas le Bref, il existait trois catégories principales :
- La cavalerie lourde : équipée de chevaux de guerre puissants, d'une armure complète, d'un casque, d'un bouclier triangulaire, d'une épée à double tranchant et d'une lance.
- La cavalerie légère : moins lourdement équipée, portait une cotte de mailles ou une armure d'écailles, un casque léger, un bouclier et une épée plus légère, parfois accompagnée d'une arbalète ou d'un arc.
- L'infanterie : les fantassins étaient plus diversifiés dans leur équipement. Les paysans portaient souvent des armes rudimentaires comme des piques, des massues ou des fléaux, tandis que l'infanterie urbaine était mieux armée, avec des cottes de mailles, des casques et des boucliers.

## L'ère des troupes mercenaires, leXVIesiècle
Au début du XVIe siècle, la république des Deux Nations disposait d'une armée de mercenaires permanente forte de plusieurs milliers d'hommes, dont 90 % étaient des cavaliers, et d'un potentiel de 50 à 60 000 miliciens mobilisables par la noblesse.
Au cours de cette période, les forces mercenaires polonaises furent pour la première fois confrontées à un problème qui les hantera jusqu'à la fin de la double monarchie : le manque de financement permanent. L'armée mercenaire polonaise pouvait compter environ 2 000 soldats en temps de paix, et même dix fois plus en temps de guerre (comme lors de la campagne contre la Moldavie en 1538). La diminution constante des revenus du trésor provoquée par la répartition des terres royales et les faibles impôts sur la noblesse, laquelle rechignait d'ailleurs à ce que l'État disposât d'une armée permanente et forte et par crainte d'accroître le pouvoir royal, provoquèrent une diminution systématique du nombre de soldats mercenaires.
La situation est améliorée par les réformes du Sejm de 1562-1563, introduisant ce qu'on appelle le armée de carrières (wojsko kwarciane), qui devait être soutenue par un quart (et à partir de 1567 un cinquième) des revenus purs des terres royales. Ces fonds étaient suffisants pour entretenir une armée permanente de 2 000 à 6 000 soldats servant quotidiennement à la défense.
Bien entendu, outre la défense, des troupes supplémentaires (wojsko suplementowe) furent également recrutées pour servir dans les campagnes — mais celles-ci étaient dissoutes immédiatement après leur fin.
Les troupes mercenaires étaient avant tout équestres, ce qui était dû au fait que la majorité des opérations militaires se déroulaient dans les zones faiblement urbanisées de la frontière sud-est. Cependant, cela n'empêchait pas le recrutement temporaire d'un grand nombre de troupes d'infanterie si l'on s'attendait à ce que des sièges soient nécessaires (ainsi, pendant la campagne de Livonie de 1581, la moitié de l'immense armée de mercenaires, qui comptait environ 32 000 soldats, était constituée d'infanterie). La composition de l'armée de 1578 doit également être attribué à la campagne du roi Étienne Báthory en Livonie, (une campagne marquée par de nombreux sièges), et donc à la nécessité de renforcer le rôle de l'infanterie dans les forces armées polonaises. c'est ainsi qu'est conçue l'infanterie dite « choisie » (piechota wybraniecka), qui, selon le projet royal, devait compter plusieurs milliers de soldats qui devaient être enrôlés de telle manière que, sur 20 fiefs, un paysan serait désigné, délivré de toutes charges, et obligé en échange de servir dans l'armée avec ses propres armes et équipements. Cependant, la réticence de la noblesse et du clergé à armer la paysannerie et à perdre sa main-d'œuvre a conduit à limiter l'infanterie « choisie » aux seules terres royales, qui étaient en mesure de fournir au maximum deux mille soldats.
Au cours de cette période apparaissent également les régiments de hussards et de cosaques. Leur séparation légale a été réalisée par l'« Universel de Brodnica » publié par Étienne Báthory en 1576. En 1598, il n'y avait plus que des escouades uniformes de cosaques ou de hussards, ce qui mettait définitivement fin à l'existence des bannières mixtes hussards et cosaques.
Les bannières de hussards ont été créées à la suite de la lente évolution de la cavalerie légère (armée d'une armure, d'un bouclier, d'une lance, d'un bassinet) vers des hussards armés lourds, qui utilisaient comme armement de base une lance creuse de 4,5 à 5,5 m de long, une armure complète, des sabres et des pistolets.
Quant aux troupes cosaques, l'utilisation de cottes de mailles, de cuirasses et de manteaux en maille dans ces unités signifiait que les bannières cosaques pouvaient être considérées comme des intermédiaires entre la cavalerie lourde (hussards) et la cavalerie légère (valaque et tatare notamment).
Les bannières légères comprenaient des unités sans équipement de protection, composées principalement de Moldaves et de Valaques, mais aussi de Polonais et d'Ukrainiens (bannières valaques) et de Tatars (bannières tatares). Ces bannières étaient principalement utilisées pour la reconnaissance, la poursuite, ainsi que d'autres activités auxiliaires.
La fin du XVIe siècle voit l'apparition en Pologne d'une armée moderne, composée non seulement d'une cavalerie « nationale » (Autorament), mais aussi d'unités d'infanterie armées organisées principalement selon les coutumes hongroises (infanterie hongroise) et allemandes. Il y avait aussi de l'artillerie moderne et des unités de cosaques enregistrés — ces dernières unités furent créées par Sigismond Auguste en 1570. La cavalerie étrangère était composée d'arquebusiers et de reîtres à cheval.

## LeXVIIesiècle
Le XVIIe siècle peut sans aucun doute être considéré comme l’âge d’or de l’histoire de l’armée polonaise. Ses plus grandes victoires datent de cette période, et elles sont dues en grande partie à la structure moderne et innovante de l'armée ainsi qu'à sa bonne utilisation sur le champ de bataille. Cependant, cette époque assiste également au développement des troupes privées (wojska prywatne) des magnats des frontières.
En 1618, on utilise pour la première fois le dragon, c'est-à-dire l'infanterie à cheval entraînée au combat à pied et à cheval, qui deviendra très présent dans la seconde moitié du siècle. À peine neuf ans plus tard, pendant la guerre polono-suédoise, le nombre de fantassins et de dragons dépassait déjà le nombre des cavaliers.
Cette évolution était sans nul doute influencée par la nature de l'ennemi et le territoire dans lequel la guerre était menée ; c'était aussi le signe d'un changement qualitatif dans la nature de la guerre ; et, pour le reste du siècle, les cavaliers ne constitueront plus que la moitié environ du personnel total de l'armée. Cette combinaison permettait de balancer au mieux mobilité et puissance de feu de l'armée.
L'infanterie du XVIIe siècle était armée comme au siècle précédent, selon les modèles allemands et hongrois. Le roi Jean III Sobieski introduit les bardiches dans l'armement des mousquetaires, lesquelles, outre leur rôle de repose-mousquets, étaient également une arme de mêlée dangereuse. Ce changement augmente la puissance de feu des régiments d'infanterie en réduisant le nombre de piquiers dans chaque unité. L'infanterie armée à la manière hongroise — les haïdouks (hajducy) — n'exerçait plus de fonctions majeures autres que celles de représentation.
Un changement important dans la méthode de financement des troupes mercenaires a été provoqué par l'introduction en 1652 du komput, c'est-à-dire le nombre total de troupes mercenaires fournies par l'État, lié à l'introduction en 1637 d'un nouveau quartier destiné à l'artillerie (quarta dupla). L'armée du komput (wojsko komputowe) — dont les effectifs étaient secrets (c'est ce qui a été décidé par une délégation spéciale du Sejm) — comptait 12 000 hommes en temps de paix pour la Couronne et 6000 pour la Lituanie ; et, en temps de guerre, 24 à 40 000 hommes pour la Couronne et 8 à 22 000 pour la Lituanie. La décentralisation et la nécessité de maintenir des forces armées dans chaque voïvodie en raison de la situation instable aux frontières sud et est, ainsi que la nécessité de maintenir les paysans dans l'obéissance, ont abouti à la création de ce que l'on appelle les « soldats de district » (żołnierzy powiatowy), lesquels étaient entretenus par l'assemblée provinciale. Ces unités fonctionnaient de la même manière que les unités déployées par l'État central.
À partir de 1655, et pour la première fois dans l’Histoire, la conscription forcée des recrues fut utilisée dans des situations d’urgence. L'artillerie et la marine connurent également un bref essor à cette époque : l'artillerie fut soustraite à l'autorité de l'hetman de campagne en devenant une arme à part entière et la marine triompha à la bataille d'Oliwa en 1627. Cependant, dès 1641, les navires de guerre polonais sont vendus.

## L'ère de l'armée permanente auXVIIIesiècle
Au XVIIIe siècle, la maison de Wettin puis le roi Stanislas Poniatowski tentent de réformer l'armée et d'augmenter ses effectifs, mais, en raison de la perturbation du Sejm par des députés soudoyés par la Russie ou la Prusse, tous ces efforts échouent. L'armée était donc ridiculement petite (environ 40 000 soldats en 1763) par rapport à ce dont disposaient les voisins (la Prusse en avait environ 140 000, la Russie et l'Autriche environ 200 000 chacune), et, comme l'écrivait l'écrivain et contemporain des faits Jędrzej Kitowicz (pl), mal armée et mal commandée. Il y avait un manque criant d’infrastructures, d’entrepôts, de logements, etc.
Les officiers manquaient aussi cruellement. L'« école des chevaliers » fondée par le roi Stanislas ne résout que partiellement ce problème. Le roi lui-même a prédit que l'établissement fournirait probablement du personnel aux Russes, car, au XVIIIe siècle, les officiers d'un pays commandaient souvent les troupes d'autres pays.
Dans le même temps, les magnats continuaient d'entretenir leurs propres armées de mercenaires.

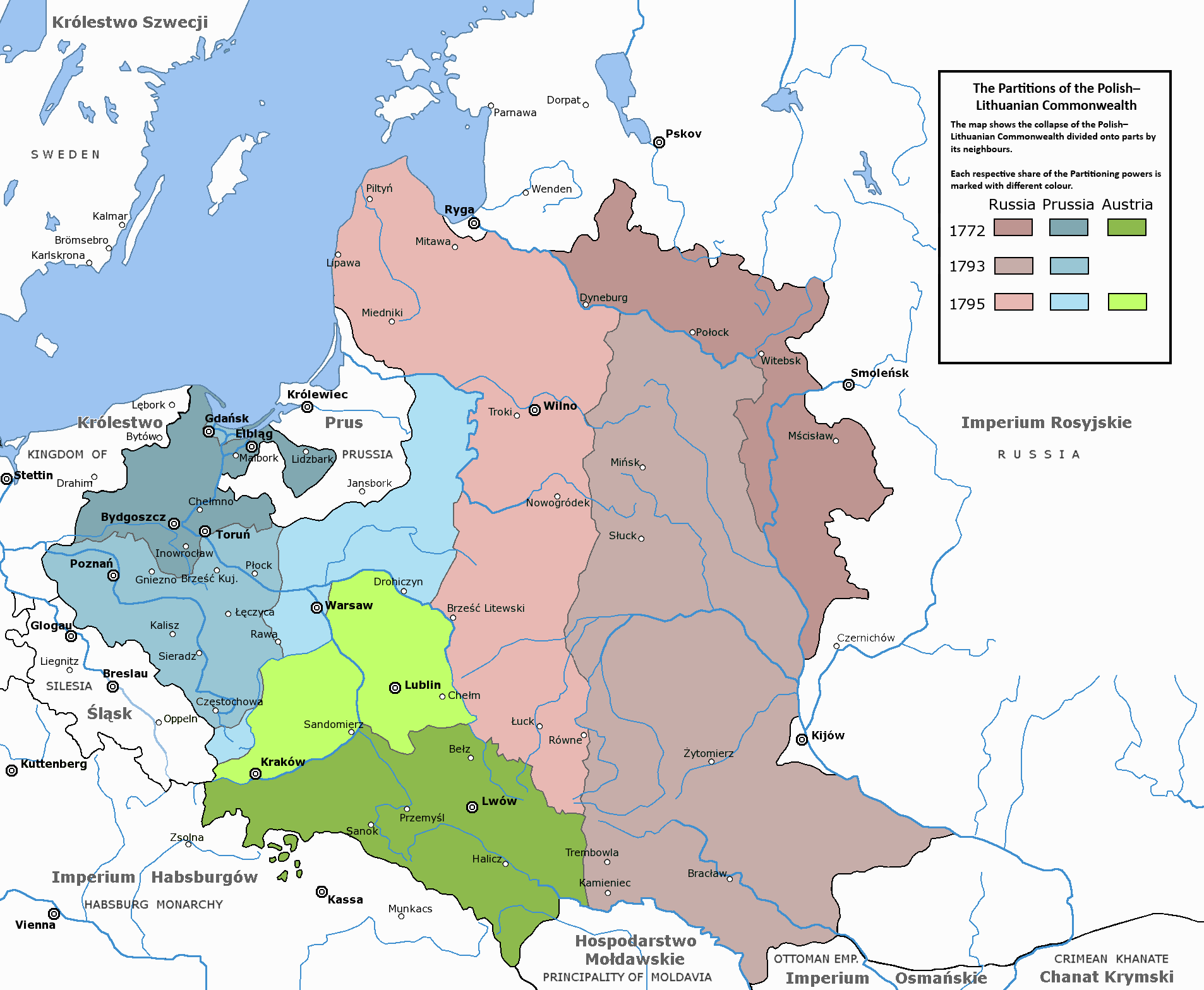
Partitions successives de la Pologne. La partition russe (rose), la partition autrichienne (verte) et la partition prussienne (bleue)

À la suite des trois partages de la Pologne (1772, 1793 et 1795), la Pologne cesse finalement d'exister en temps qu'État indépendant.

## Les armées polonaises du temps des partages

### L'armée duduché de Varsovie
L'armée du Duché de Varsovie était composée des deux Légions du Nord ainsi que des restes des Légions polonaises.
« Par ordre général du 14 novembre 1806 à l'ancienne armée polonaise », le général Jean-Henri Dombrowski rappelle d'anciens officiers, sous-officiers et soldats du service national. Les jeunes de la noblesse et de la classe moyenne qui se portaient volontaires pour rejoindre l'armée étaient promus officiers et sous-officiers, sans toujours prêter attention à leur éducation formelle. L'enthousiasme et le dévouement à la cause sont privilégiés par rapport aux qualifications au sens strict.
Le 16 novembre 1806, Dąbrowski annonce un décret dans le département de Poznań sur la conscription des recrues. La règle polonaise restait en vigueur : une recrue à pied pour dix foyers, une recrue à cheval à partir de 45 foyers.
Sur ordre de Napoléon, des divisions (légions) ultérieures sont créées : « Poznańska » (Jan Henryk Dąbrowski), « Kaliska » (Józef Zajączek) et « Warszawska » (Joseph-Antoine Poniatowski).
L'effectif de l'armée du duché en 1809 était de 31 317 soldats et 6 035 chevaux, répartis en trois divisions.
Seulement environ 14 000 soldats étaient stationnés sur le territoire du Duché. Quatre régiments de la Légion de la Vistule, un régiment de lanciers, trois régiments d'infanterie de la division polonaise, et le 1er régiment de cavalerie-lanciers de la Garde impériale combattaient en Espagne. Les 11e et 12e régiments d'infanterie étaient stationnés dans la forteresse de Gdańsk, le 5e régiment d'infanterie à Kostrzyn, et le 4e régiment de fusiliers à cheval en Poméranie (soit en Prusse).
Par arrêté du 23 novembre 1809, l'armée est réorganisée. Elle est divisée en deux divisions, qui comprenaient tous les types d'armes. Le 7 décembre, le duc Frédéric-Auguste III publie un décret fixant la taille de l'armée à 60 000 hommes (plus des troupes à la solde de la France).
En mars 1810, la division en 4 districts fut introduite, chacun couvrant 2 ou 3 départements et dont les sièges étaient Varsovie, Poznań, Lublin et Radom. Les districts étaient dirigés par les généraux Józef Zajączek, Jan Henryk Dąbrowski, Ludwik Kamieniecki (pl) et Michał Sokolnicki. Leur pouvoir s'étendait bien au-delà des fonctions administratives, recoupant notamment des attributions dans les domaines de l'éducation, du renseignement et de l'organisation.
Après cette réorganisation, l'armée du Duché de Varsovie se compose de 17 régiments d'infanterie, de 16 régiments de cavalerie, et d'un corps d'artillerie, et du génie. Dans la cavalerie, de nouvelles formations jusqu'alors inconnues apparaissent : deux régiments de hussards et un régiment de cavalerie lourde (cuirassiers). L'artillerie comprenait un régiment d'artillerie à pied et un régiment d'artillerie à cheval, une compagnie artisanale et un bataillon de sapeurs.
En mai 1811, à la demande de l'Empereur, l'armée du Duché subit une nouvelle réforme administrative : elle est désormais divisée en quatre divisions, dont trois sous le commandement du prince Poniatowski, la quatrième étant à la disposition du maréchal Davout (en poste à Gdańsk).
À la fin de l'hiver 1812, une nouvelle réorganisation de l'armée a lieu, directement liée aux préparatifs de la « Seconde Guerre de Pologne » (la Campagne de Russie). Le 15 janvier 1812, l'armée comptait 49 000 fantassins et 16 000 cavaliers. En y ajoutant les troupes françaises, les troupes de la garde nationale, les régiments lituaniens et les renforts pendant la campagne, l'on a plus de 100. 000 soldats. Par décret de Napoléon, cinq régiments d'infanterie et quatre régiments de cavalerie devaient être formés en Lituanie. Au total, la Lituanie a aligné un peu plus de 15 000 soldats. Faisant partie de la Grande Armée, le 5e corps est formé sous le commandement du prince Poniatowski. Les unités polonaises restantes furent affectées à des corps français individuels.

### L'armée du royaume du Congrès

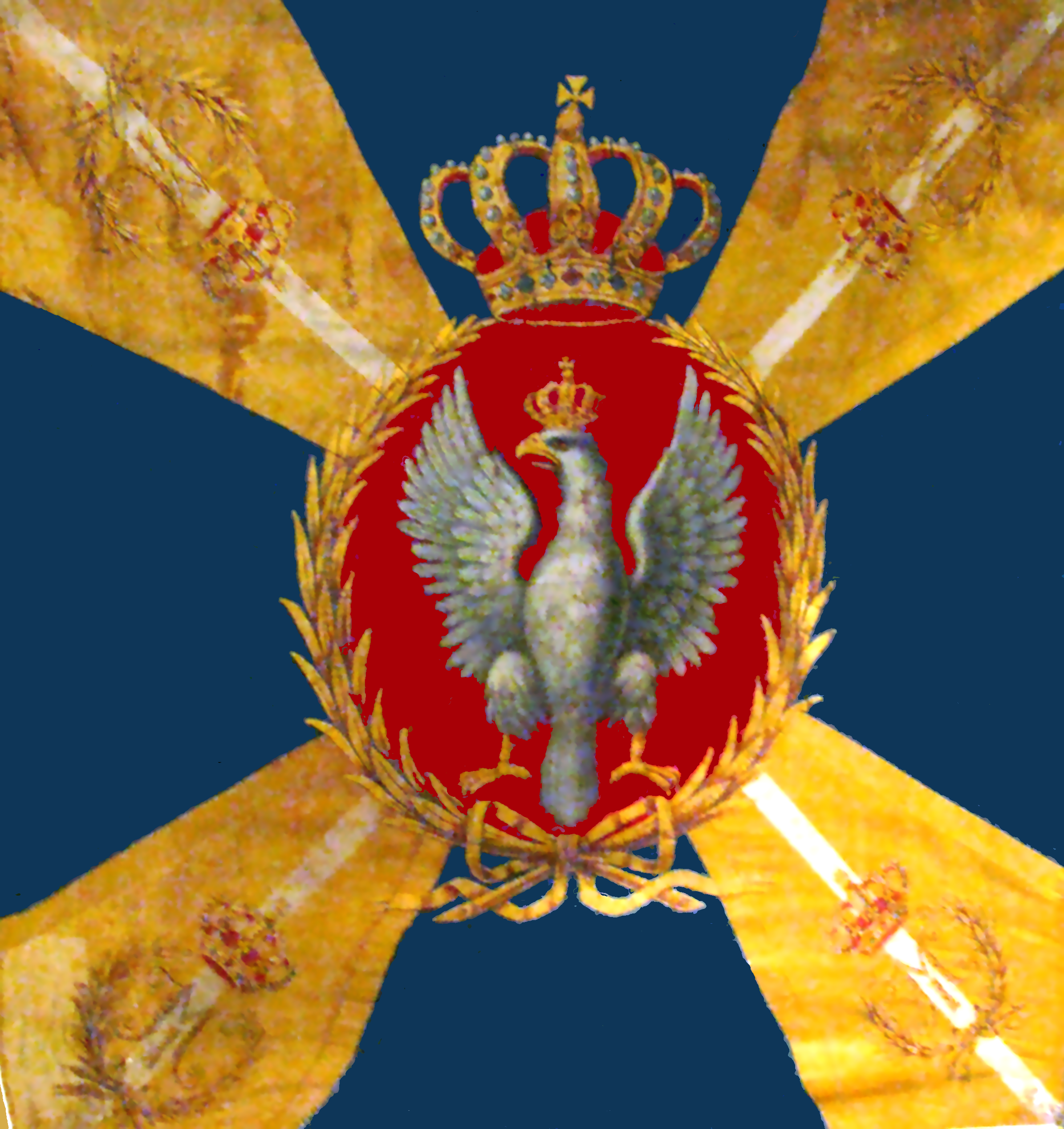
La bannière des troupes polonaises du royaume du Congrès. L'on remarquera l'aigle polonaise en son centre.

L'armée du royaume du Congrès tire son origine de la rencontre entre les délégations militaires polonaises et le tzar Alexandre Ier le 13 avril 1814 à Paris. Interrogé quant à savoir si « les militaires [polonais] conserveraient la cocarde nationale », ce dernier répond par l'affirmative.
En avril 1814, à Paris, Alexandre Ier crée ainsi le Comité militaire — le premier organe organisationnel ayant autorité sur l'armée polonaise formé par la coalition anti-napoléonienne. Ce comité est dirigé par le grand-duc Konstanty Pawłowicz et comptait parmi ses membres les généraux Jan H. Dąbrowski, Józef Zajączek, Józef Wielhorski, Karol Kniaziewicz, Stanisław Wojczyński, Karol Sierakowski, Antoni Sułkowski (pl), Romuald Tadeusz Giedroić et Franciszek Paszkowaki.
La constitution laissait au roi (Alexandre Ier et ses successeurs) le soin de déterminer la taille de l'armée. Les soldats prêtaient serment au roi (et non à la patrie). L'armée avait des bannières polonaises ; la langue officielle en était le polonais. La Commission gouvernementale de guerre (ministère de la Guerre) avait autorité sur l'armée. Cependant, il s'agissait d'un pouvoir formel, limité uniquement aux questions économiques, à la conscription, à l'achat d'armes, etc. Le commandant en chef — le grand-duc Constantin — disposait de pouvoirs presque illimités. Le système de reconstitution de l'armée était réglementé par la loi sur la conscription de 1816. Il prévoyait l'état de paix et la loi martiale, ainsi que l'existence d'une armée permanente, de première et deuxième réserves.
L'armée permanente était complétée par le recrutement de volontaires. Le service militaire durait 10 ans.
L'infanterie se composait de deux divisions d'infanterie avec trois brigades chacune — deux d'infanterie de ligne et une de fusiliers à pied. Les régiments se composaient de deux bataillons, chacun comprenant quatre compagnies (en temps de guerre, les régiments s'élargissaient à quatre bataillons de huit compagnies chacun).
La cavalerie du royaume se composait de deux divisions (une de uhlans, une de fusiliers à cheval) de quatre régiments chacune.
L'artillerie se composait de deux brigades d'artillerie à pied, de trois batteries chacune (une lourde et deux légères), comptant chacune douze canons, soit 6 canons et 6 lance-grenades (obusiers). L'artillerie comprenait également une brigade d'artillerie à cheval avec deux batteries de huit canons chacune.
La Garde royale polonaise se composait d'un régiment de grenadiers (4 bataillons), d'un régiment de fusiliers à cheval et d'une batterie de position de garde. Le bataillon des sapeurs et le corps des trains étaient également subordonnés à la garde.

### L'Insurrection de novembre

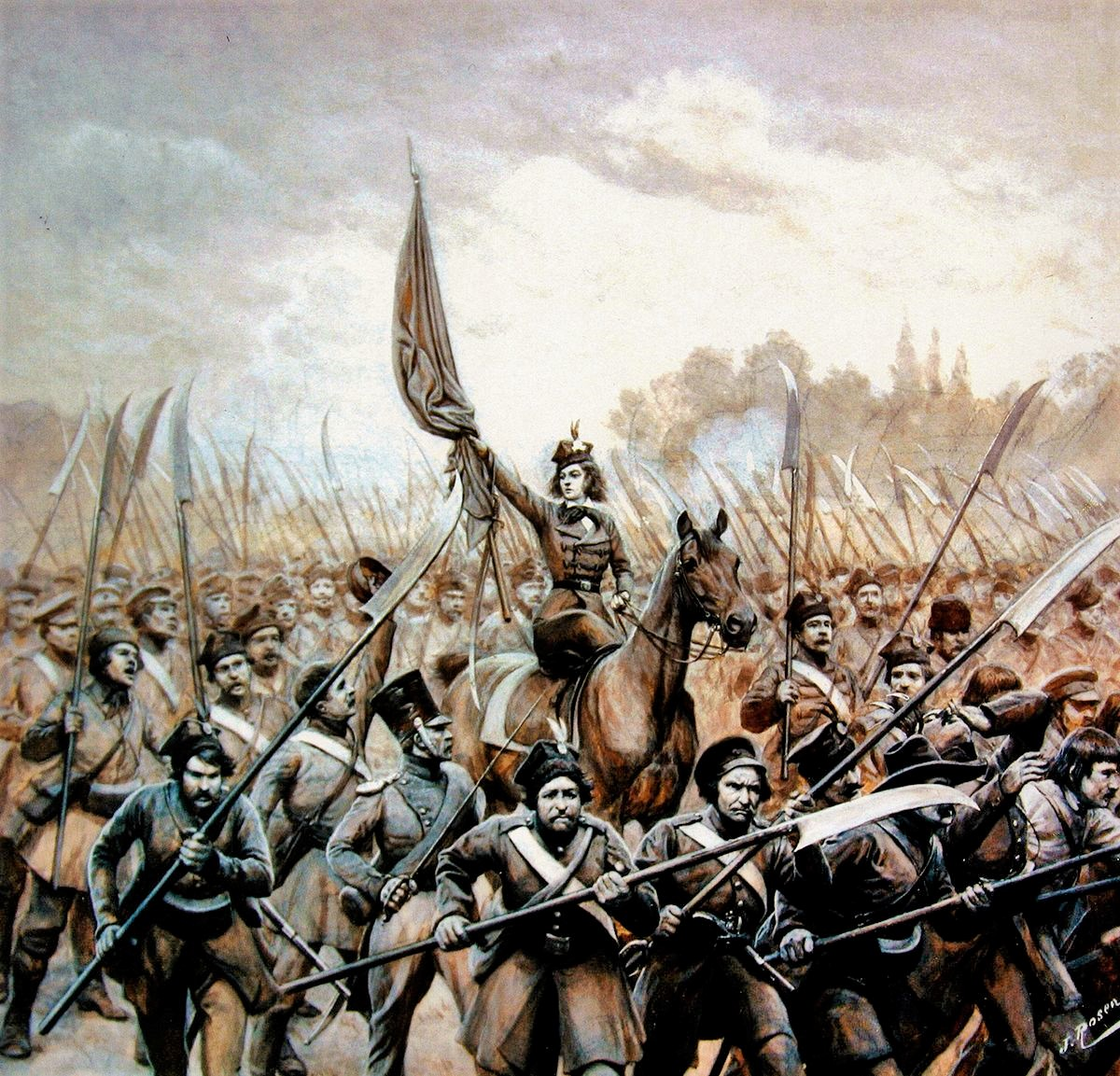
Insurgés de novembre en 1831

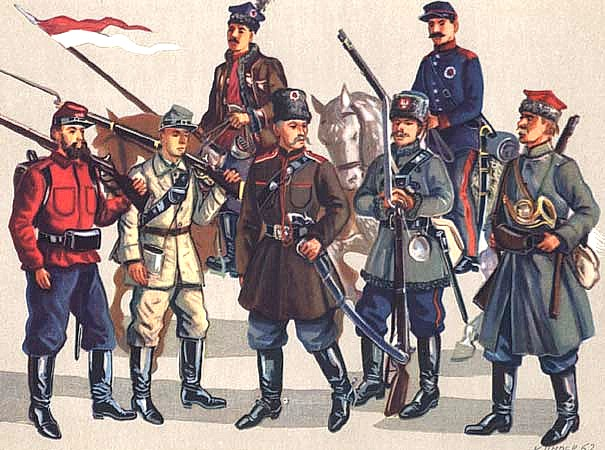
Insurgés de janvier 1863

Après une mobilisation partielle le 24 janvier 1831 (à la veille de l'annonce de la détrônation), l'armée polonaise comptait environ 70 000 soldats.
Une répression sévère fait suite à l'échec de l'Insurrection. Plusieurs dizaines de milliers de soldats polonais furent incorporés dans l’armée russe et envoyés loin en Russie.
L'armée polonaise en tant que telle cesse alors d'exister.

### La Première Guerre mondiale

#### LesLégions(armée autrichienne)

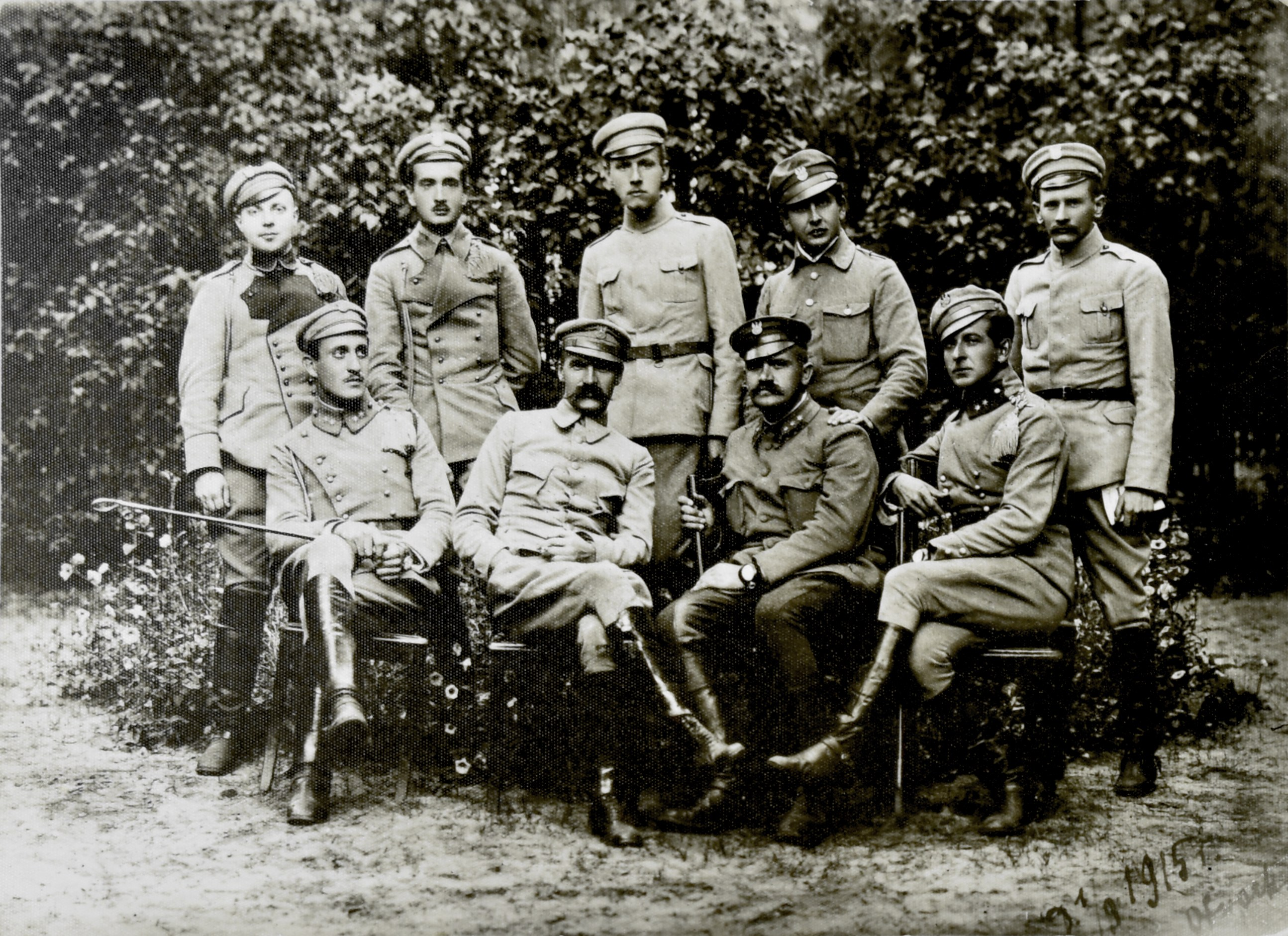
Officiers de la Légion en août 1915

Lorsqu'éclate la Première Guerre mondiale, les troupes polonaises de la monarchie austro-hongroises sont réparties entre Première Brigade des Légions Polonaises (pl) et la Deuxième Brigade des Légions polonaises (pl) sous le commandement du général Haller. Au cours de l'hiver 1915-1916, les deux brigades donnèrent naissance au Corps auxiliaire polonais (pl).
Au printemps 1917, un conflit éclate entre les troupes polonaises et le commandement militaire des puissances centrales et, à l'exception de la 2e brigade, les légions sont dissoutes. Certains soldats furent internés, d'autres furent incorporés dans l'armée autrichienne et d'autres encore formèrent la Polnische Wehrmacht. La 2e brigade est restée dans le corps auxiliaire polonais et combat en Bucovine.
Au même moment était créée l’Organisation militaire polonaise, qui se préparait au combat armé contre les puissances centrales.

#### Les Corps polonais à l'Est (armée russe)
Après le coup d’État en Russie au printemps 1917, des corps polonais furent formés. Leur création a été dirigée par Comité militaire suprême polonais (pl).
En 1917, le Premier Corps polonais en Russie (en) fut établi en Biélorussie sous le commandement du général Józef Dowbor-Muśnicki (pl). Il comptait environ 29 000 soldats. La même année, le Ier Corps reconnaît l'autorité Conseil de régence (en). Le 21 mai 1918, il est désarmé par les Allemands.
En décembre 1917, Deuxième Corps polonais en Russie (pl) est créé en Bessarabie, que rejoint Deuxième Brigade des Légions Polonaises (pl) du colonel Józef Haller en mars 1918. Ses effectifs étaient de 7 000 hommes. En mai 1918, le IIe Corps fut encerclé par les troupes allemandes près de Kaniów et contraint de capituler après une journée de combat.
Au début 1918, les troupes polonaises en Ukraine furent constituées en une force d'environ 3000 soldats au sien du Troisième Corps polonais en Russie (pl), commandé par le général Eugeniusz de Henning-Michaelis (pl). Cette formation combattit en Ukraine contre les Bolcheviks, puis en juin 1918 elle fut désarmée par les Autrichiens.
En 1918, des troupes polonaises furent établies en un IVe corps à Odessa sous le commandement du capitaine S. Skrzyński ; elles comptaient environ 1500 hommes. Le IVe Corps est dissous après que les Autrichiens ont tenté de les désarmer. Une partie des soldats du corps polonais devint le noyau de la Quatrième division de fusiliers polonais (pl), de la Cinquième division de fusiliers polonais (pl), ainsi que de l'unité de Mourmansk (pl), toutes formées à l'été 1918.

#### L'Armée bleue

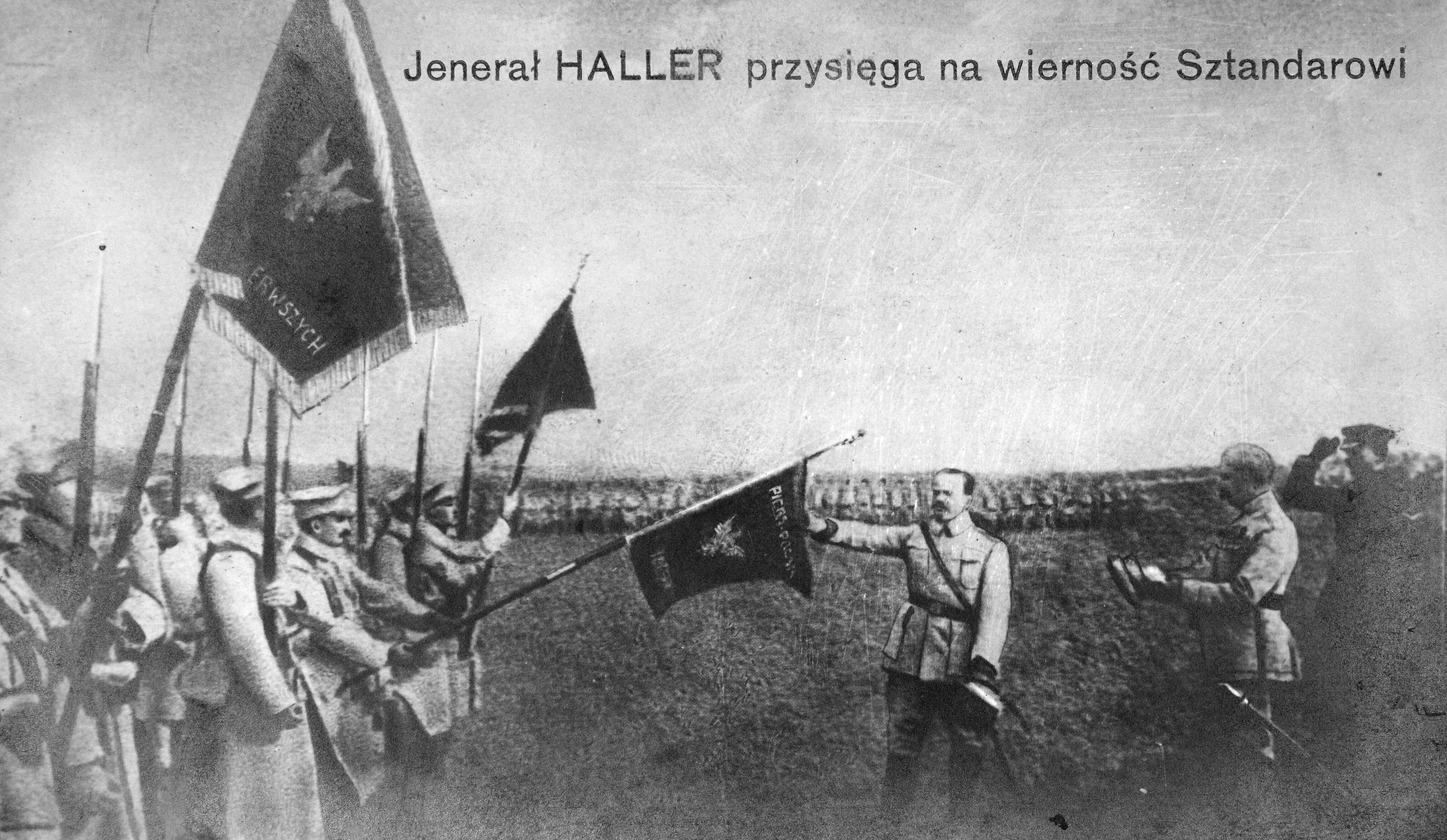
Le général Józef Haller prête serment sous la bannière de l'armée polonaise en France.

À l'été 1917 débute la formation de l'armée polonaise en France (communément appelée « Armée bleue »).
Cette dernière était organisée en France sur une base volontaire à partir de Polonais servant dans l'armée française, de prisonniers de guerre polonais des armées des puissances centrales, ainsi que des membres de l'émigration polonaise de France, des États-Unis, du Canada et du Brésil. Le premier commandant était un général français, Louis Archinard ; à partir du 4 octobre 1918, l'armée est commandée par le général Joseph Haller.
En Italie, à partir d'une modeste Légion formée de prisonniers polonais de l'armée autrichienne, furent créés des régiments qui, transportés en France, renforcèrent l'Armée bleue.
Une division est également formée en Sibérie sous le commandement du général Walerian Czuma. Formellement, cette armée faisait partie de l'armée du général Haller, sous le nom de cinquième division sibérienne (pl).

## Les armées de la république indépendante de Pologne

### L'armée polonaise en temps de paix

Aigle militaire de l'époque de la Seconde République polonaise.

#### Dans les premières années de paix
Dans les années 1921-1926, la Pologne disposait de deux types de forces armées : l'armée de terre et la marine. Combinées, elles comptaient en tout environ 290 000 soldats, dont environ 17 000 officiers et 275 000 sous-officiers et soldats, ainsi qu'environ 80 000 chevaux.

##### Troupes terrestres
L'arme principale était l'infanterie. Elle se composait de 30 divisions (dont deux divisions d'infanterie de montagne). Chaque division était composée de 3 régiments d'infanterie et d'un régiment d'artillerie de campagne. En cas de guerre, il devait être renforcé par des unités de cavalerie, de sapeurs et de communications, ainsi que par des sous-unités de divers services.
Le deuxième type d'arme en importance était la cavalerie. Après la fin des hostilités, la Pologne comptait 27 régiments de uhlans et 3 régiments de chevaux-légers. Ces unités faisaient partie de 10 brigades de cavalerie indépendantes. En 1924, les forces de cavalerie passèrent à 40 régiments après l'ajout de régiments de fusiliers à cheval.
L'artillerie se composait de deux types de formations : des unités d'artillerie organiques, qui faisaient partie des divisions d'infanterie et des divisions et brigades de cavalerie, ainsi que des unités d'artillerie indépendantes. L'artillerie organique se composait de 30 régiments d'artillerie de campagne (un dans chaque division d'infanterie et 13 divisions d'artillerie à cheval). L'artillerie autonome était composée de 10 régiments d'artillerie lourde, un régiment d'artillerie de montagne, un régiment et 6 escadrons d'artillerie antiaérienne indépendants, une compagnie d'artillerie à pied et un escadron d'artillerie de mesure.
L'aviation dépendait des forces terrestres. La formation organisationnelle et administrative de base en était le régiment. Au milieu des années 1920, l'armée polonaise comptait 6 régiments d'aviation et une division aéronavale. Les régiments étaient stationnés à Varsovie, Cracovie, Poznań, Toruń, Lida et Lviv, et la division aéronavale à Puck.
Les troupes de sapeurs étaient destinées aux travaux de communication et de fortification, à la destruction des fortifications ennemies et aux activités de pose de mines. Les sapeurs pouvaient avoir une formation « généraliste » ou constituer des unités entièrement entraînées et spécialisées (pelotons de pontonniers, électrotechniques, spécialisés dans la pose de mines fluviales ou la navigation intérieure).
Les troupes de transmissions comprenaient des régiments de communications, un régiment de radiotélégraphie et des bataillons de communications indépendants, ainsi que les dépôts centraux de communication, les ateliers centraux de communication, la station centrale radiotélégraphique, le camp scolaire des communications et les stations télégraphiques et téléphoniques au service des autorités et des institutions militaires.
L'arme blindée comprenait, au milieu des années 1920, un régiment de chars, 5 escadrons de véhicules blindés et 2 escadrons de trains blindés. Les formations blindées étaient équipées de 114 chars et de 10 trains blindés.
Il y avait enfin 10 divisions automobiles dans les armées automobiles, une dans chaque district de corps.
Le Corps de protection des frontières représentait une force de combat majeure. Elle a été créée à l'automne 1924 et était subordonné au ministère de l'Intérieur et au ministère des Affaires militaires. En 1926, elle comptait 6 brigades de protection des frontières. Les formations de corps, dans lesquelles servaient environ 16 000 soldats frontaliers, furent déployées le long des frontières soviétique, lettone et lituanienne et, à partir de 1939, également aux frontières roumaine et prussienne orientale.

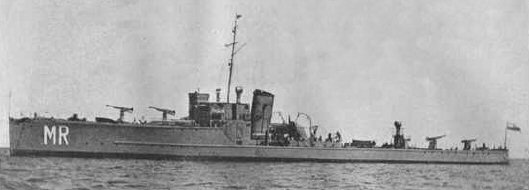
L'ORP « Mazur ».

##### La marine militaire
Jusqu'en 1926, la marine polonaise comprenait 2 canonnières, 4 chalutiers, 5 torpilleurs, 4 monitors fluviaux, et 2 navires de transport. Un développement ultérieur de la marine était attendu.

#### Sous le règne du Maréchal Piłsudski

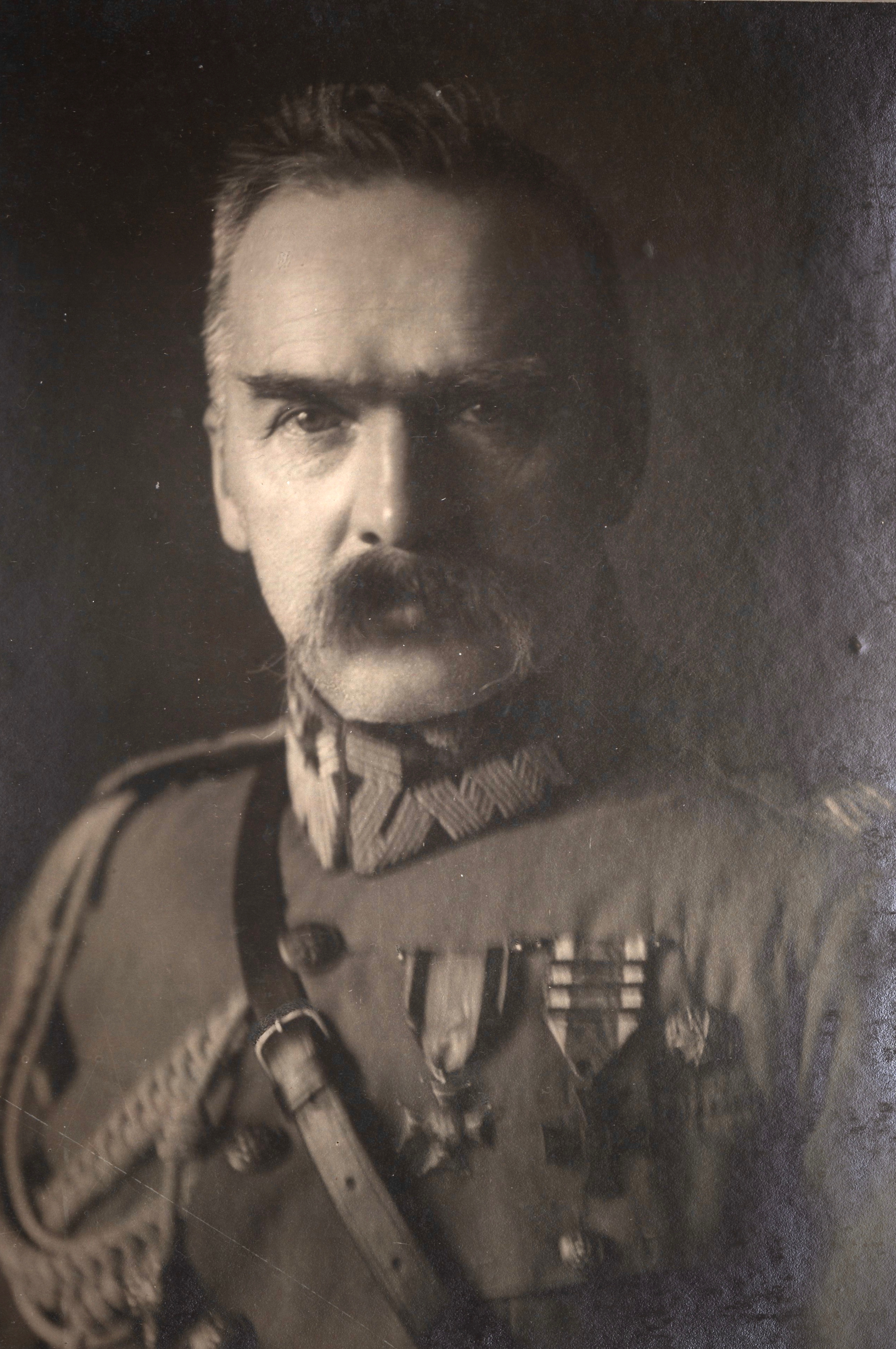
Józef Piłsudski

À la suite d'un coup d’État militaire, le maréchal Józef Piłsudski s'empare du pouvoir dans le pays. Dans le nouveau gouvernement formé par Kazimierz Bartel, il assume le poste de ministre des Affaires militaires.
Les changements qu'il introduisit dans le corps des officiers furent également un facteur de renforcement de son propre pouvoir. En 1921, sur 145 généraux qui servaient dans l'armée polonaise, 12 venaient des Légions polonaises. En 1928, sur 81 généraux « actifs », il y avait 44 anciens légionnaires. Ceux-ci occupaient en plus les postes de commandement les plus importants.
Piłsudski procéda à une réorganisation approfondie des autorités militaires suprêmes. Le Conseil de guerre rapprochée fut dissous et son bureau opérant au sein de l'état-major général de l'armée polonaise liquidé. Par décret présidentiel du 6 août 1926, l'Inspection générale des forces armées (GISZ) fut créée. Celle-ci était dirigée par l'inspecteur général, nommé commandant en chef en cas de guerre.
Avec la création de l'Inspection générale, un système de commandement militaire à deux volets a été mis en place : en temps de paix, elle était gérée par le ministère des Affaires militaires, et en temps de guerre, elle était assumée par le GISZ.
Les compétences des commandants de district du corps ont également été réduites. Leur quartier général est réduit à un rôle de maillon territorial dans l'administration militaire. Ils cessent de fonctionner comme organes du système de commandement de guerre.
Des changements partiels ont également été apportés à la structure organisationnelle de l’armée. Trois des quatre divisions de cavalerie existantes ont été liquidées. Cependant, le nombre de brigades de cavalerie indépendantes augmente (de 5 à 12).
En termes de blindés, depuis 1931, l'armée polonaise comptait 3 régiments blindés, une division blindée, 10 divisions automobiles et 2 divisions de trains blindés. En 1933, les unités de chars et les unités automobiles furent fusionnées en 6 bataillons blindés indépendants.
Enfin, les forces des sapeurs sont réduites. Sur les 10 régiments du génie existants, 8 bataillons ont été conservés et les régiments du génie ferroviaire ont été réduits au niveau du bataillon. Ces bataillons furent regroupés au sein de 3 brigades, comprenant un total de 13 bataillons.

#### Dans les années 1936-1939

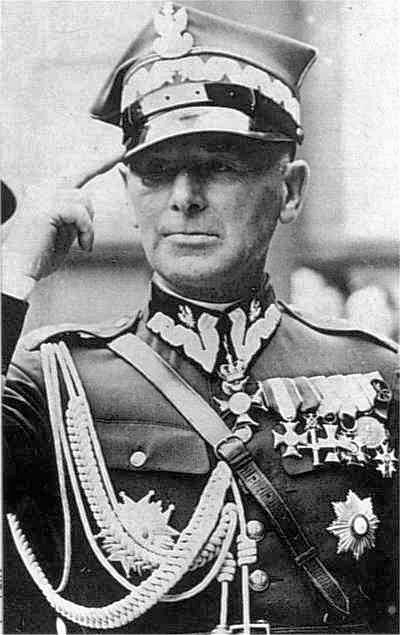
Edward Rydz-Śmigły

Après la mort de Józef Piłsudski, de sérieux changements de personnel ont lieu dans les organes suprêmes de l'armée polonaise. Le poste d'Inspecteur Général des Forces Armées est occupé par le général Edward Rydz-Śmigły. Le général Tadeusz Kasprzycki (en) devient ministre des Affaires militaires. Des changements ont également eu lieu au sein du GISZ. Ses membres comprenaient, entre autres, Tadeusz Kutrzeba et Władysław Bortnowski. Le général Wacław Stachiewicz (en) est quant à lui nommé chef d'état-major principal.
La nouvelle direction cherchait à organiser les domaines fondamentaux de la vie militaire et, surtout, à moderniser sa structure existante et à doter l'armée d'équipements modernes. Les intentions de moderniser l’armée étaient très sérieuses. Une initiative particulière dans ce sens a été démontrée par l'état-major principal, qui obtient des pouvoirs plus importants qu'auparavant.
À l'été 1936, les travaux une politique de modernisation de l'armée polonaise commence ; pour ce faire, un plan de modernisation sur six ans est élaboré. Ce plan visait à renforcer la puissance de feu des types d'armes de base : l'infanterie et la cavalerie. Il envisageait d'augmenter le nombre de mitrailleuses légères et lourdes, de lance-grenades, de fusils antichar et de canons de campagne dans les divisions d'infanterie individuelles afin de rattraper le niveau des principales armées européennes.

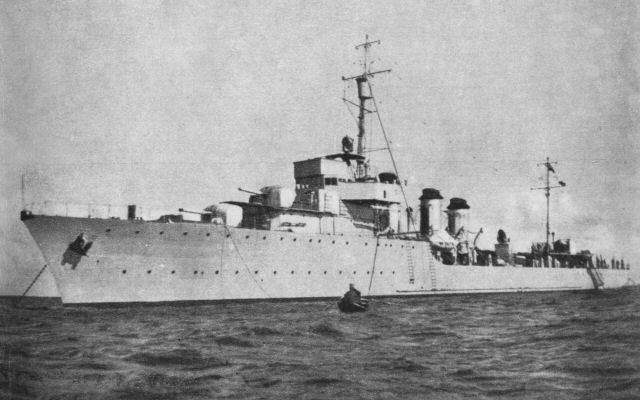
L'ORP « Wicher ».

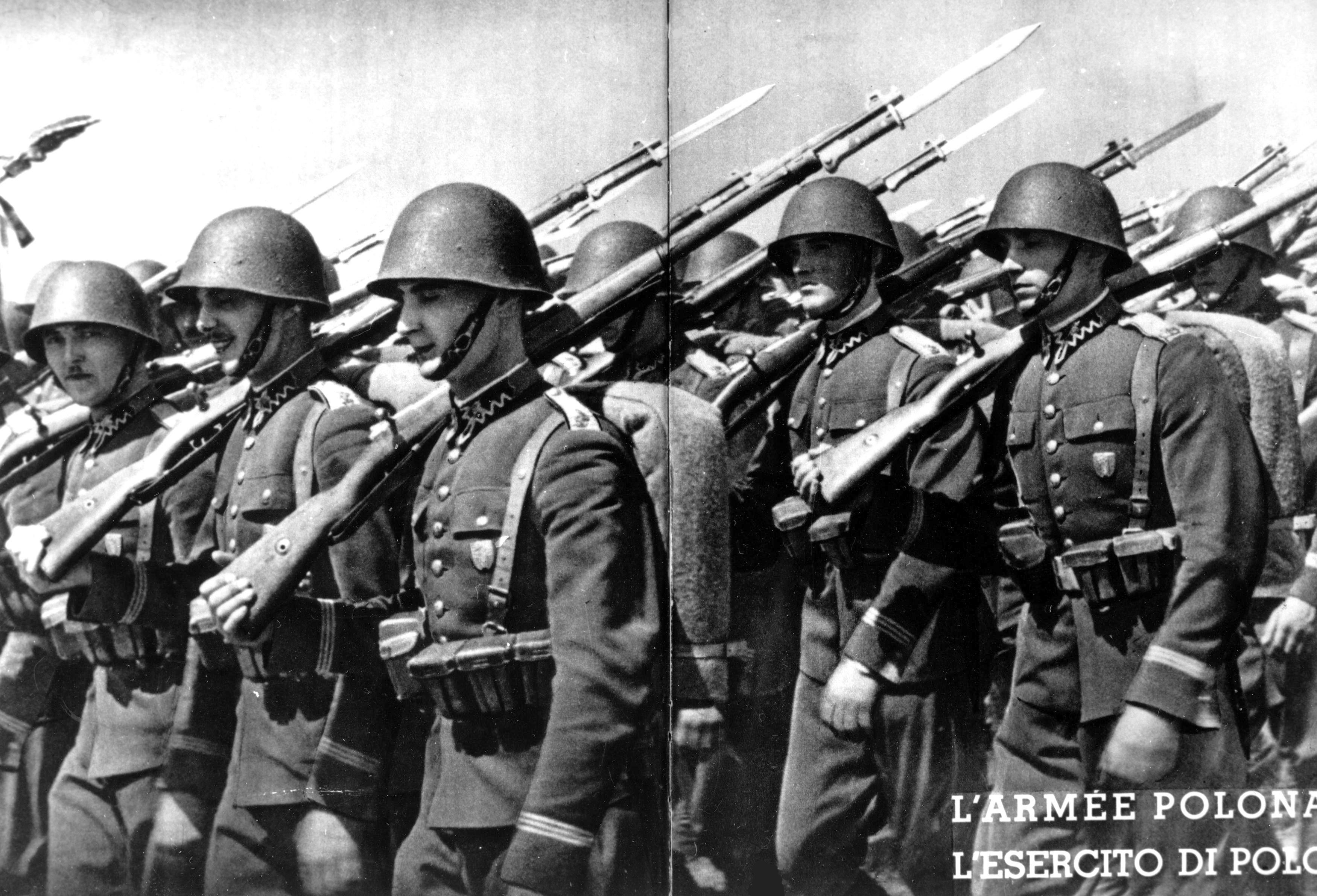
L'infanterie polonaise en marche.

Durant cette période, l'armée polonaise comptait environ 283 000 soldats, dont environ 18 000 officiers et plus de 43 000 sous-officiers.

## La Seconde Guerre mondiale

### Les forces armées polonaises à l'Ouest, 1939-1947

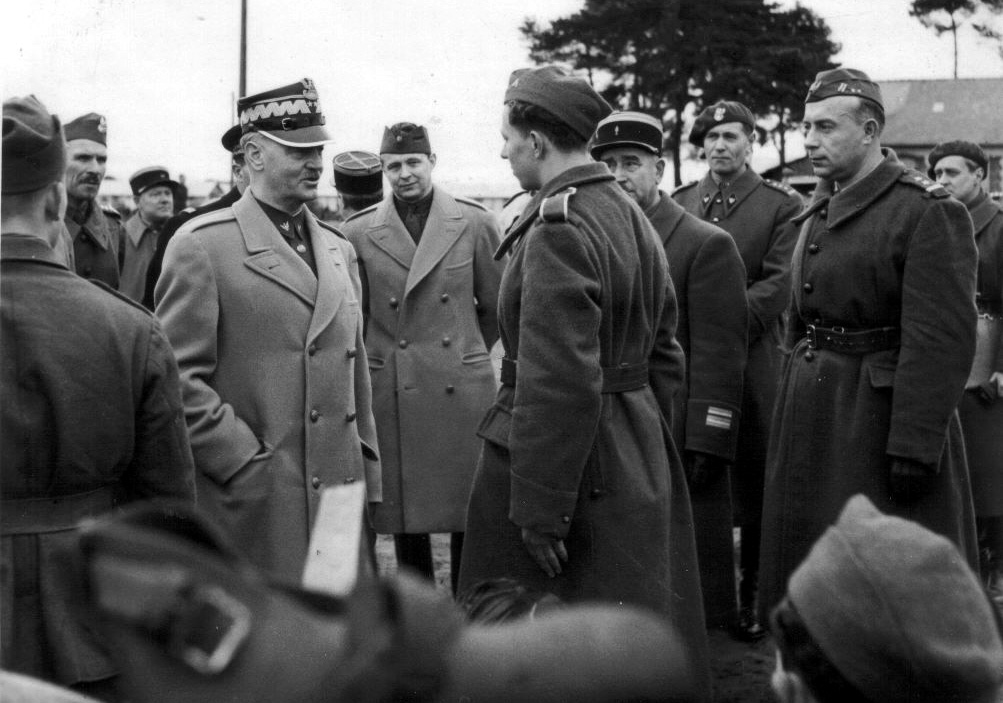
Le général Sikorski avec ses soldats en France.

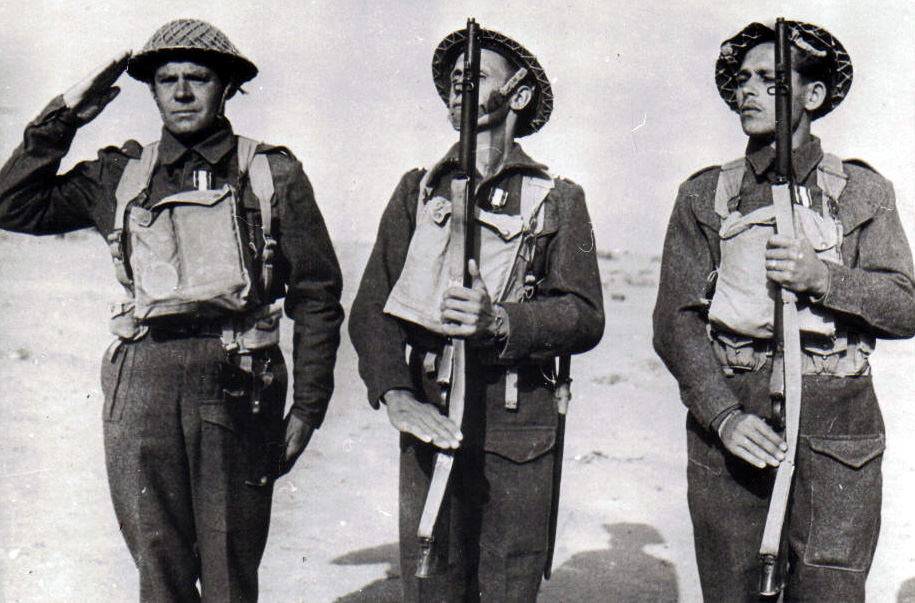
Des soldats du SBSK, défenseurs de Tobrouk.

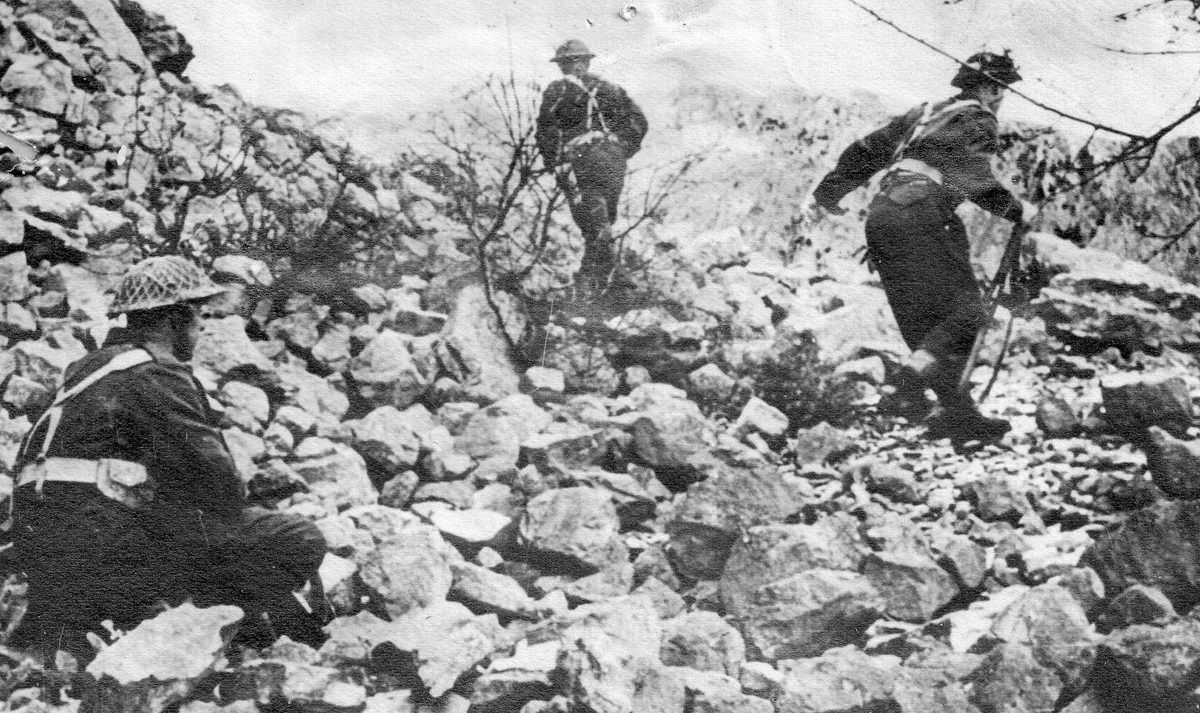
Des soldats polonais en pleine action le 18 avril 1944.

L'Armée polonaise de l'Ouest (Polskie Siły Zbrojne na Zachodzie) consistent en des formations militaires créées à l'automne 1939 hors de Pologne, sur la base d'accords interalliés signés par la Grande-Bretagne et la France. La Pologne, envahie par l'Allemagne nazie et l'Union soviétique, n'avait pas capitulé, et poursuivait ainsi la lutte depuis l'étranger.
La brigade autonome de chasseurs de Podhale et les navires de la marine polonaise participèrent à la bataille de Norvège (bataille de Narvik, mai 1940). Les formations tactiques suivantes participèrent à la campagne de France (juin 1940) : 1re division de grenadiers, 2e division de fusiliers d'infanterie et 10e brigade de cavalerie blindée.
En Syrie, la Brigade indépendante de chasseurs des Carpates est organisée sous le commandement du colonel Stanisław Kopański. Après la défaite de la France, environ 27 000 soldats et officiers des forces armées polonaises furent évacués vers la Palestine et la Grande-Bretagne.
Le premier Corps polonais fut créé en Grande-Bretagne. Là, les Polonais furent chargés d'organiser la défense de la côte orientale de l'Écosse. De juillet à octobre 1940, les pilotes polonais (2 226 pilotes, dont 243 officiers) participent ainsi à la défense aérienne de la Grande-Bretagne.
Sur ordre du commandant suprême des forces armées polonaises, le général Władysław Sikorski, a été créée le 12 septembre 1942 l'Armée polonaise de l'Est, à partir de la fusion de l'armée polonaise au Moyen-Orient (opérant en Irak, en Iran et en Palestine) et des forces armées polonaises en URSS. En 1943, le IIe Corps polonais fut établi en Irak.
En 1944-1945, des unités des forces armées polonaises combattirent en France, en Belgique, en Italie et en Allemagne. Les unités polonaises combattirent notamment aux côtés de la 8e armée britannique en Italie ; leur formation, comptant 78 000 soldats en mai 1945, participa notamment à la rupture des fortifications allemandes de la ligne Gustav, jouant un rôle important dans la bataille de Monte Cassino.
La 1re Division blindée polonaise (opérant au sein de la 1re Armée canadienne), forte de 16 000 hommes, combattit en France, en Belgique, aux Pays-Bas et en Allemagne. Ses combats les plus marquants furent la bataille de Falaise ainsi que d'autres affrontements avec les forces allemandes à Chambois.
La 1re brigade indépendante de parachutistes, forte de 2 200 hommes, a combattu dans le cadre de l'opération Market Garden au sein de la 1re armée de parachutistes, aux côtés de plusieurs milliers de pilotes et de marins polonais combattant dans la RAF et la Royal Navy. Fin mai 1945, leur nombre s'élevait à 200 000 ; et, au printemps 1946, à plus de 240 000.
Après la fin de la guerre en 1946-1947, les soldats polonais servirent en Allemagne et en Italie occupées jusqu'au désarmement puis à la dissolution des PSZ (Armée polonaise de l'Ouest) par les Britanniques en 1947. Afin d’accommoder les soldats polonais qui ne voulaient pas retourner dans la Pologne communiste, les Alliés créent le Corps polonais d'entraînement et de déploiement (Polski Korpus Przysposobienia i Rozmieszczenia). Certains soldats sont retournés au pays, où ils sont fréquemment victimes de la terreur stalinienne, tandis que d'autres sont restés en exil. Au total, 105 000 soldats et officiers sont rapatriés en Pologne, la plupart restant donc en exil (dont 90 % du 2e corps). Au sein de l'état-major, 106 généraux sont restés à l'étranger et 20 ont décidé de rentrer au pays.

### L'armée polonaise sur le front de l'Est

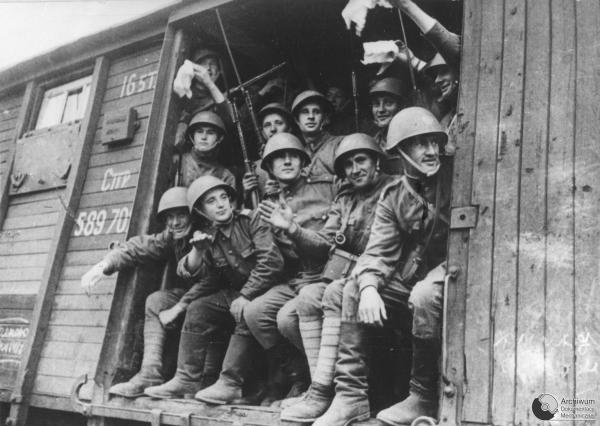
Les soldats de la division Kościuszko en route vers le front.

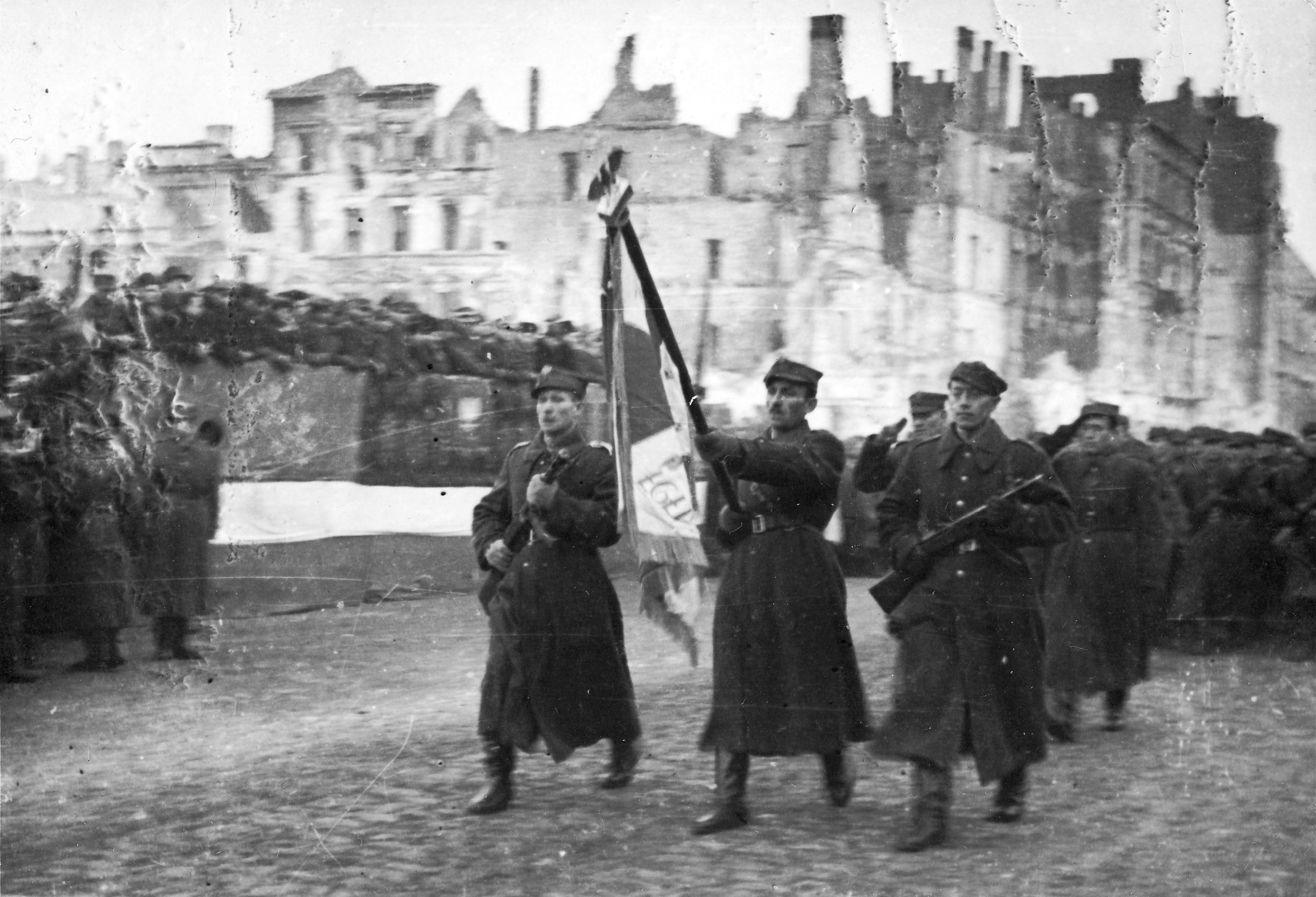
Défilé dans les ruines de Varsovie.

Le départ de l'armée du général Anders pour le Moyen-Orient en 1942 n'a pas épuisé les possibilités de mobilisation de troupes polonaise en URSS. Outre les nationaux Polonais, on pouvait également recruter les prisonniers allemands d'origine polonaise présents en URSS, qui avaient été incorporés de force dans la Wehrmacht, ainsi que d'anciens citoyens polonais de nationalité non polonaise, et des membres de la communauté polonaise soviétique.
En mars 1943, des pourparlers eurent lieu au Kremlin sur la reformation des unités polonaises, menés entre Joseph Staline, d'une part, et Wanda Wasilewska et Zygmunt Berling, d'autre part. En avril, décision est finalement prise de former de nouvelles unités polonaises sous les auspices de l'Union des patriotes polonais (en) (Związek Patriotów Polskich). Les unités créées devaient devenir le noyau de la formation des forces armées polonaises.

#### Formation de la1reDivision d'infanterie
Le camp militaire de la Région militaire de Moscou, à Seltso-nad-Oka, a été désigné comme zone de formation de la 1re division d'infanterie polonaise. Le 6 mai, le Comité de défense de l'État de l'URSS prend la décision politique de former la 1re Division d'infanterie « Tadeusz Kosciuszko ». Des unités sont créées, dotées d'un uniforme, armées, et équipées. Le 15 juillet 1943, les soldats rejouent la scène du serment prononcé à l'occasion de l'anniversaire de la bataille de Grunwald.
Sont en outre formés : un régiment de chars, trois divisions d'artillerie, une compagnie de fusils antichar, des officiers, le premier bataillon autonome de femmes « Emilia Plater » (en), un régiment d'infanterie de réserve, un escadron d'aviation de chasse, et une compagnie pénale non permanente ; soit en tout plus de 16 000 hommes.

#### Le1ercorps (Pierwszy korpus)
Le 10 août, les autorités soviétiques acceptent de transformer la division polonaise en un corps d'armée. Celui-ci devait être composé de deux divisions d'infanterie, de deux brigades (artillerie et blindées), de deux régiments (aérien et de réserve), de quatre bataillons autonomes, ainsi que d'unités de sécurité et de service. Le commandant du corps était le général Zygmunt Berling et ses adjoints le lieutenant-colonel Włodzimierz Sokorski et le général Karol Świerczewski.
Seule la libération de l’Ukraine occidentale a permis de poursuivre le développement organisationnel du 1er corps. En décembre, le nombre de soldats dans le corps dépassait les 32 000. En mars 1944, le corps est partiellement motorisé.

#### La1rearmée polonaise d'URSS
Le 16 mars 1944, les autorités soviétiques acceptent de transformer le 1er corps en 1re armée polonaise. Le général Berling est promu commandant de l'armée.
Le 20 juillet 1944, la 1re Armée Polonaise d'URSS était composée d'un commandement, de quatre divisions d'infanterie, d'une brigade blindée, d'une brigade de cavalerie, de cinq brigades d'artillerie, d'une division d'artillerie anti-aérienne et d'une brigade de sapeurs.
Le 7 avril, à la gare de Darnitsa, près de Kiev, la 1re division indépendante d'artillerie anti-aérienne mène sa première bataille, de nuit, contre des avions ennemis attaquant la gare qui était remplie de transports militaires.
Du 18 au 21 juillet, le groupe d'artillerie polonais soutient les troupes de la 69e armée soviétique (ru) lors des batailles sur les rivières Touria et Boug, dans la région de Dolsk et Dorohusk.

#### Réforme
Le 21 juillet, le Comité polonais de libération nationale, au nom du Conseil national d'État (en), publie un décret actant la fusion de l'armée polonaise d'URSS avec l'armée populaire au sein de l'armée polonaise et, le 22 juillet, est créé le commandement suprême de l'armée polonaise.
Le commandant suprême de l'armée polonaise était le général Michał Żymierski, qui, dans un arrêté du 29 juillet, exige l'utilisation du terme « armée polonaise » pour désigner les troupes sous son commandement.
Le 8 août 1944, le commandement suprême de l'armée polonaise publie l'ordonnance no 3, par laquelle le Conseil de guerre de l'armée polonaise d'URSS est dissous. Cet ordre met définitivement fin aux activités de l'A.P. en URSS.

## L'armée de la république populaire de Pologne

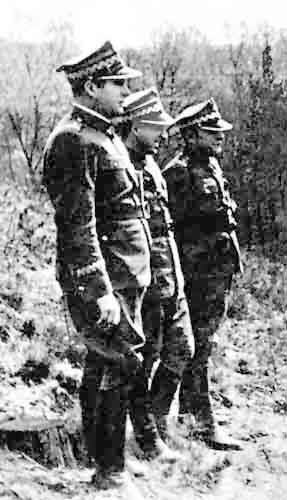
Les généraux Żymierski, Spychalski et Świerczewski sur la rivière Nysa.

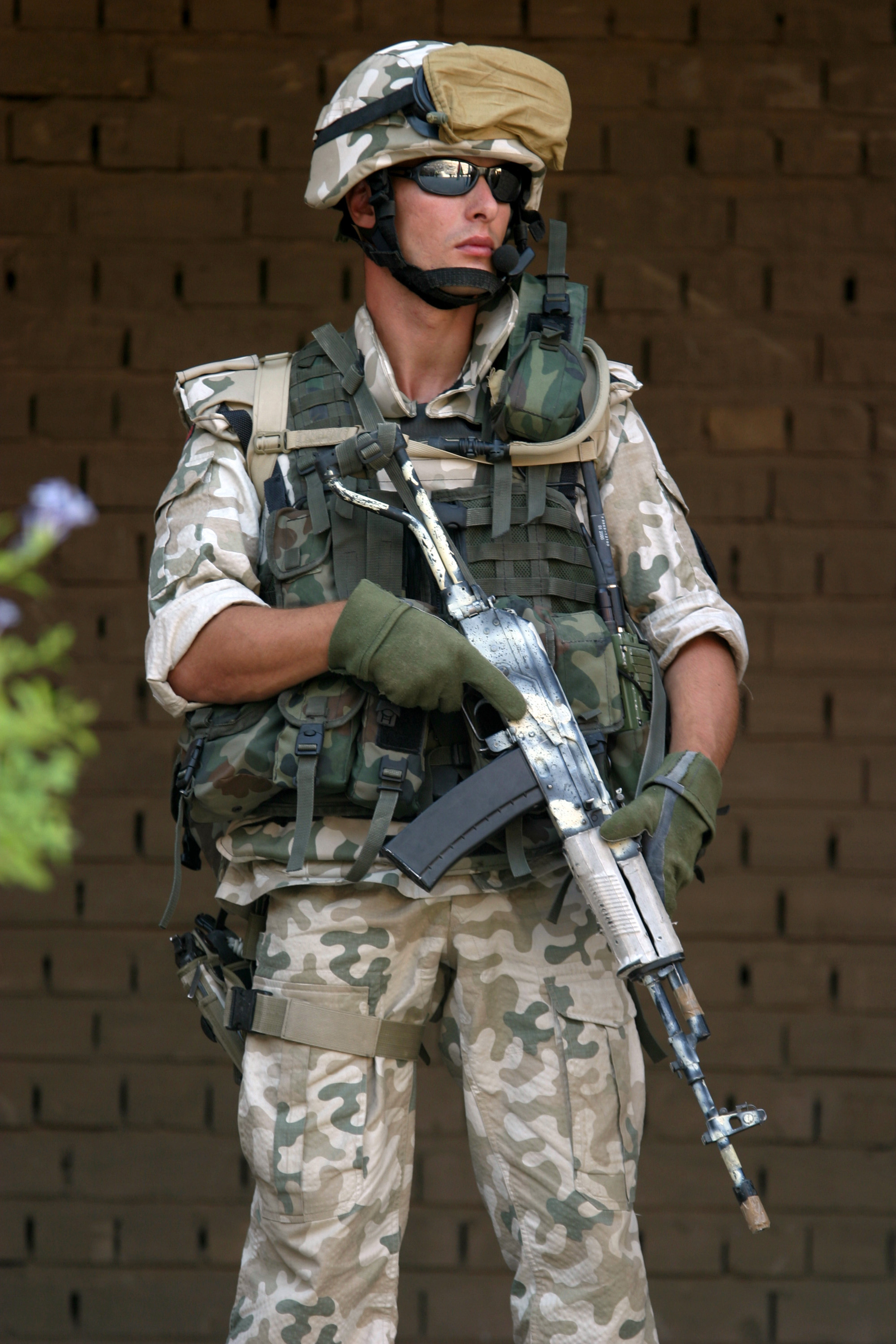
Soldat polonais en Irak

La fin de la guerre plonge l’armée polonaise dans une période de développement organisationnel intensif. De nouvelles formations tactiques et unités militaires sont créées. Grâce à la mobilisation, le nombre des soldats atteint en mai 1945 les 370 000 hommes. Des districts militaires sont organisés dans les zones libérées. Ceuc-ci exercent une autorité directe sur les unités stationnées dans la zone qu'ils administrent et leurs commandants rendent directement compte au chef d'état-major général de l'armée polonaise.
La 2e armée polonaise, de retour dans le pays, est chargée de protéger la frontière occidentale de Jelenia Góra à Kamień Pomorski. La frontière sud, de Jelenia Góra à la gare d'Uzhok (à la jonction des frontières de la Pologne, de l'URSS et de la Tchécoslovaquie), était surveillée par des unités de la 1re armée polonaise.
En juin 1945, les 1re, 3e et 8e divisions d'infanterie sont affectées à des activités liées à la sécurité intérieure. La 4e Division d'infanterie est transférée aux besoins du nouvellement créé Corps de sécurité intérieure. Les unités militaires devaient principalement être utilisées pour des opérations contre l'UPA, tandis que les troupes Corps de sécurité intérieure étaient utilisées pour combattre les partisans anticommunistes (il y avait cependant des exceptions assez fréquentes à cette règle). Le point culminant des combats avec les unités de l'UPA a été l'Opération Vistule, qui se déroule en 1947.
Dans le même temps, la démobilisation des troupes et la transition de l'armée en vue de l'adapter au nouveau contexte de paix retrouvée se poursuivent. Le 10 août 1945, un « décret sur la démobilisation partielle de l'armée polonaise » est publié. Ses phases suivantes eurent lieu en février et décembre 1946.
L’une des tâches les plus importantes auxquelles l’armée était confrontée après la fin de la guerre était le déminage du pays. Dans les années 1944-1956, une opération de déminage a été menée, mobilisant 44 unités du génie, soit environ 19 000 sapeurs, sur une superficie de plus de 250 000 km2 (80 % de la superficie du pays). 14,75 millions de mines de divers types et 59 millions de balles, bombes et autres munitions ont été découvertes et retirées. 646 sapeurs ont été tués lors de l'opération de déminage.
À l'automne 1945, les frontières du pays commencent à être protégées par les Forces de protection des frontières (Wojska Ochrony Pogranicza), distinctes des troupes opérationnelles. L’armée s’est par la suite engagée dans des actions non militaires, comme l'expuslion des Allemands des zones frontalières, la sécurité des manifestations politiques (référendum, élections au Sejm), et le maintien de l'ordre public.

### Réflexions sur le développement de l'armée
Le premier travail conceptuel visant à définir la forme et le caractère de l’armée polonaise en temps de paix a débuté en 1945. Les travaux sur le concept d’utilisation stratégique des forces armées en cas de guerre ont été entrepris en 1946. Ces réflexions se déroulent en parallèle à l'exode progressif des officiers soviétiques et à leur remplacement par des officiers polonais, souvent diplômés de l'Académie militaire.
En avril 1946, le général Stefan Mossor (pl) soumet ses Considérations stratégiques introductives sur la situation géopolitique de la Pologne. Il y suppose que l’alliance avec l’URSS serait permanente et qu'une agression ne pouvait être le fait que de l’Occident. L'adversaire principal de la Pologne est l'Allemagne et, dans un avenir proche, la Grande-Bretagne et les États-Unis. Ce « bloc germanique » devait se heurter à la Pologne, alliée de l'URSS dans le cadre du « bloc slave ». L'auteur suppose que la Pologne entretiendrait des relations amicales avec la France. Il attire également l'attention sur la nécessité de conclure des accords d'alliance avec la Tchécoslovaquie et, à l'avenir, avec la Roumanie. Selon Mossor, un accord entre le commandant suprême de l'armée polonaise et l'état-major général de l'URSS sur le plan général des préparatifs de guerre communs était fondamental.
Les Soviétiques jugent le plan de Mossor comme accordant beaucoup trop d'indépendance à la stratégie militaire polonaise. Cependant, grâce au soutien du maréchal Żymierski, le général Mossor a peut-être continué malgré tout à influencer les concepts de développement de l'armée polonaise.

### Composition organisationnelle de l'armée en 1949
Sur le plan organisationnel, les forces terrestres comprenaient 16 divisions d'infanterie, 3 brigades, 1 régiment et 3 divisions d'artillerie autonomes, 3 régiments d'artillerie antiaérienne, 6 régiments de chars et 4 régiments d'artillerie blindée, 4 régiments du génie et un régiment de pontonniers.
L'armée de l'air comptait trois régiments d'aviation de chasse, trois régiments d'aviation d'attaque, un régiment de bombardiers en piqué et un régiment d'aviation spéciale (pour le transport de personnalités).
La Marine en était à ses premiers stades d’organisation.

## Les forces armées de la république de Pologne
Les Forces armées de la république de Pologne (l'Armée polonaise) constituent la structure de défense de l'État polonais actuel.
Les forces armées polonaises veillent à la souveraineté de la nation polonaise, à sa sécurité et au maintien de la paix. Elles peuvent également participer à interventions à l'étranger au sein de structures multilatérales telles que l'OTAN et l'ONU ; ce dans la lutte contre les catastrophes naturelles ou les activités terroristes. Elles participent également au nettoyage des zones de combat (déminage, etc.).
L'autorité sur les forces armées est exercée par le président de la république de Pologne ou, dans des cas extraordinaires, par le président du Sejm, et sa direction générale est assurée par le ministre de la Défense nationale de Pologne (pl).
La conscription obligatoire a été abolie le 11 février 2009, et, le 22 janvier 2010, le processus de professionnalisation totale de l'armée a été achevé.

### Ouvrages généraux
- (pl) Tadeusz Marian Nowak, Jan Wimmer : Historia oręża polskiego 963-1795, Wiedza Powszechna, Varsovie, 1981,  (ISBN 83-214-0133-3).
- (pl)  Eligiusz Kozłowski, Mieczysław Wrzosek : Historia oręża polskiego 1795-1939, Wiedza Powszechna, Varsovie, 1984,  (ISBN 83-214-0339-5).
- (pl)  Apoloniusz Zawilski : Polskie fronty 1918-1945, Bellona, Warszawa 1997,  (ISBN 83-11-08683-4).
- (pl) Konstanty Górski : Historya piechoty polskiej. Cracovie : Spółka wydawnicza Polska, 1893.
- (pl) Konstanty Górski : Historya jazdy polskiej. Cracovie : Spółka wydawnicza Polska, 1894.
- (pl) Konstanty Górski : Historya artyleryi polskiej. Varsovie : 1902.
- Stéphane Wlocevski (Stefan Włoszczewski), en collaboration avec Georges d'Ostoya (Jerzy Soszyński-Ostoja), Les Militaires polonais dans les armées françaises, Picart, 1935.

### Armée polonaise au Moyen-Âge
- (pl) Benon Miśkiewicz : Wojskowość polska w okresie wczesnofeudalnym. In : Witold Biegański, Piotr Stawecki, Janusz Wojtasik : Historia wojskowości polskiej. Wybrane zagadnienia. Varsovie : Wydawnictwo Ministerstwa Obrony Narodowej, 1972.
- (pl) Michał Bogacki : Przemiany w wojskowości polskiej od połowy X wieku do 1138 roku. Kształt i organizacja armii. Toruń : Wydawnictwo Adam Marszałek, 2007.  (ISBN 978-83-7441-625-2).
- (pl) Andrzej Grabski, Andrzej Nadolski : Zarys dziejów wojskowości polskiej do roku 1864, T. 1. Varsovie : Wydawnictwo Ministerstwa Obrony Narodowej, 1966.
- (pl) Wiesław Majewski, Tadeusz Nowak, Jerzy Teodorczyk : Polskie tradycje wojskowe. Varsovie : MON, 1990.  (ISBN 83-11-07675-8).
- (pl) Marian Kukiel : Zarys historii wojskowości w Polsce. Londres : Puls, 1993.  (ISBN 0-907587-99-2).
- (pl) Benon Miśkiewicz : Podstawowe etapy rozwoju polskich sił zbrojnych do połowy XV w.. „Studia i materiały do historii wojskowości”. XXV, 1983. red. Tadeusz Marian Nowak. Wrocław : Ossolineum.  (ISSN 0562-2786).
- (pl) Tadeusz Nowak, Jan Wimmer : Dzieje oręża polskiego do roku 1793. Varsovie : Wydawnictwo Ministerstwa Obrony Narodowej, 1968.

### Armée polonaise à l'époque moderne
- (pl) Tadeusz Nowak, Jan Wimmer : Dzieje oręża polskiego do 1793. Varsovie : Wydawnictwo Ministerstwa Obrony Narodowej, 1968.
- (pl) Augustyniak U. : W służbie hetmana i Rzeczypospolitej. Klientela wojskowa Krzysztofa Radziwiłła, Varsovie : „Semper”, 2004,  (ISBN 83-89100-54-1), OCLC 830636209.
- (pl) Bronisław Gembarzewski : Rodowody pułków polskich i oddziałów równorzędnych od r. 1717 do r. 1831. Varsovie : Towarzystwo Wiedzy Wojskowej, 1925.
- (pl) Konstanty Górski : Wojna Rzeczypospolitej ze Szwecją od 1626 do 1629, „Biblioteka Warszawska”, 1888.
- (pl) Paweł Jasienica : Rzeczpospolita Obojga Narodów. Srebrny Wiek, Państwowy Instytut Wydawniczy, Varsovie : 1985,  (ISBN 83-06-01093-0).
- (pl) Wiesław Majewski : Polska sztuka wojenna w drugiej połowie XVII wieku. In : Witold Biegański, Piotr Stawecki, Janusz Wojtasik : Historia wojskowości polskiej. Wybrane zagadnienia. Varsovie : Wydawnictwo Ministerstwa Obrony Narodowej, 1972.
- (pl) Jan Wimmer : Wojsko Rzeczypospolitej w dobie wojny północnej. Varsovie : Wydawnictwo Ministerstwa Obrony Narodowej, 1956.
- (pl) Tomasz Ciesielski : Jazda koronna i Wielkiego Księstwa Litewskiego autoramentu narodowego Armii Rzeczypospolitej Obojga Narodów w latach 1717–1776. In : Aleksander Smoliński : Do szarży marsz, narsz... Toruń : Wydawnictwo Naukowe Uniwersytetu Mikołaja Kopernika, 2010.
- (pl) Antoni Juszczyński, Marian Krwawicz : Wypisy źródłowe do historii polskiej sztuki wojennej. Polska sztuka wojenna w latach 1764–1793. Zeszyt dziewiąty. Varsovie : Wydawnictwo Ministerstwa Obrony Narodowej, 1957.
- (pl) Bolesław Twardowski : Wojsko Polskie Kościuszki w 1794. Poznań : Księgarnia Katolicka, 1894.
- (pl) Polska Akademia Nauk. Studia i materiały do historii wojskowości t. XXV. Zakład Marodowy im. Ossolińskich. Wrocław 1983. Roman Matuszewski – Odnowa artylerii koronnej w latach 1764–1789.

### Armée polonaise au temps des partages

#### Le Duché de Varsovie
- (pl) Bronisław Gembarzewski : Żołnierz polski. Ubiór, uzbrojenie i oporządzenie od wieku XI do roku 1960, T. 3 od 1797 do 1814 roku. Varsovie : 1964.
- (pl) Bronisław Gembarzewski, Szymon Askenazy : Wojsko Polskie: Księstwo Warszawskie 1807–1814. Poznań : Wydawnictwo Kurpisz, 2003.  (ISBN 83-88841-47-5).
- (pl) Bronisław Gembarzewski : Rodowody pułków polskich i oddziałów równorzędnych od r. 1717 do r. 1831. Varsovie : Towarzystwo Wiedzy Wojskowej, 1925.
- (pl) Marian Kujawski : Z bojów polskich w wojnach napoleońskich, Maida – Somosierra – Fuengirola – Albuera, Nakł. Polskiej Fundacji Kulturalnej, Londres 1967.
- (pl) Marian Kukiel : Dzieje oręża polskiego w epoce napoleońskiej 1795-1815, Poznań 1912.
- Roman Sołtyk, Relation des operations de l’armee polonaise pendant la campagne de 1809.
- (pl) Morawski R., Nieuważny A., Wojsko Księstwa Warszawskiego, Warszawa: Pelta, 2004,  (ISBN 83-85314-18-0), OCLC 69629773.
- (pl) Marian Krwawicz, Gabryjel Zych : Wypisy źródłowe do historii polskiej sztuki wojennej. Polska sztuka wojenna w latach 1796–1815. Zeszyt jedenasty. Varsovie : Wydawnictwo Ministerstwa Obrony Narodowej, 1955.
- (pl) Wiesław Wróblewski: Działania militarne w Wielkopolsce i na Ziemi Lubuskiej. Warszawa: Wojskowy Instytut Historyczny AON. Departament Systemu Obronnego MON, 2002.  (ISBN 83-88329-25-1).
- (pl) Gabriel Zych : Armia Księstwa Warszawskiego 1807–1812. Varsovie : Wydawnictwo Ministerstwa Obrony Narodowej, 1961.
- (en)  Gabriel Zych, Polish-Austrian War of 1809.

#### LeXIXesièclejusqu'à la Première guerre mondiale
- (pl) Wacław Tokarz : Armja Królestwa Polskiego (1815-1830). Piotrków : Departament Wojskowy Naczelnego Komitetu Narodowego, 1917.
- (pl) Ryszard Bratkowski, Zdzisław Bitner, Żołnierze Legionów Polskich (1914–1917) na polskich znakach pocztowych od 1918 do 2000 roku, Varsovie-Płock 2007
- (pl) Wacława Milewska, Janusz Tadeusz Nowak, Maria Zientara, Legiony Polskie 1914-1918, Cracovie 1998
- (pl) Bohdan Urbankowski, Józef Piłsudski: marzyciel i strateg, Wydawnictwo ALFA, Varsovie, 1997,  (ISBN 83-7001-914-5)
- (pl) August Krasicki, Dziennik z kampanii rosyjskiej 1914-1916, Inst. Wyd. PAX Varsovie 1988,  (ISBN 83-211-1000-2).
- (pl) Tomasz Nałęcz, Polska Organizacja Wojskowa 1914-1918, Wrocław-Varsovie-Cracovie-Gdańsk-Łódź 1984,  (ISBN 83-04-01452-1).
- (pl) Alicja Bełcikowska, Polska Organizacja Wojskowa. Zarys dziejów, Varsovie 1939.
- (pl) Henryk Bagiński : Wojsko Polskie na Wschodzie 1914-1920. Varsovie : Główna Księgarnia Wojskowa. Zakłady Graficzno-Wydawnicze „Książka”, 1921.
- (pl) Witold Jarno : 1 Dywizja Strzelców Armii Generała Hallera, 2006,  (ISBN 83-88679-55-4).
- (pl) Armia Polska we Francji – Dzieje Wojsk Gen, Hallera Na Obczyźnie Opracował Józef Sierociński, Varsovie 1929.
- (en) Paul S. Valasek : Haller’s Polish Army in France, Chicago 2006,  (ISBN 0-9779757-0-3).
- (pl) Dorota Ceglarska : Błękitna Armia, Polska Zbrojna (magazyn tygodniowy) nr 33 (96).
- (pl) Dariusz Radziwiłłowicz. Armia Polska we Francji – organizacja, wyszkolenie, walki (1917–1919). „Bellona”. 2, 2017. Varsovie : Ministerstwo Obrony Narodowej.  (ISSN 1897-7065).

### La Deuxième République de Pologne
- (en) Richard M. Watt, Bitter Glory: Poland and Its Fate, 1918-1939, New York, Hippocrene Books, 1998  (ISBN 0-7818-0673-9).
- (pl) Henryk Smaczny : Księga Kawalerii Polskiej 1914 – 1947. Varsovie : TESCO, 1989, s. 148.  (ISBN 83-00-02555-3).
- (en) David Kahn, The Code-Breakers, New York, Macmillan, 1967.
- (en) Władysław Kozaczuk, Enigma: How the German Machine Cipher Was Broken, and How It Was Read by the Allies in World War Two, edited and translated by Christopher Kasparek, Frederick, Maryland, University Publications of America, 1984  (ISBN 0-89093-547-5).
- (en) Wiesław B. Łach : „Bunt Żeligowskiego”. Kulisy połączenia Wileńszczyzny do Polski 1920-1922. Varsovie : Wydawnictwo Bellona, 2014.  (ISBN 978-83-11-13198-9).
- (pl) Wyszczelski L., Wojsko Polskie w latach 1918–1921, Varsovie : Wydawnictwo Neriton, 2006,  (ISBN 83-89729-56-3), OCLC 830813322.
- (pl) „Księga chwały piechoty”: komitet redakcyjny pod przewodnictwem płk. dypl. Bolesława Prugara Ketlinga, Departament Piechoty MSWojsk, Varsovie 1937–1939. Reprint: Wydawnictwo Bellona Varsovie 1992
- (pl) „Księga jazdy polskiej”: pod protektoratem marsz. Edwarda Śmigłego–Rydza. Varsovie 1936. Reprint: Wydawnictwo Bellona Varsovie 1993
- (pl) Witold Jarno : Okręg Korpusu Wojska Polskiego nr IV Łódź 1918-1939. Łódź : Wydawnictwo „Ibidem”, 2001.  (ISBN 83-88679-10-4).
- (pl) Ryszard Rybka, Kamil Stepan : Rocznik oficerski 1939. Stan na dzień 23 marca 1939. Cracovie : Fundacja CDCN, 2006.  (ISBN 978-83-7188-899-1).

#### L'insurrection de Grande-Pologne
- (pl) A. Czubiński, Powstanie Wielkopolskie 1918-1919. Geneza-charakter-znaczenie, Poznań 1978.
- (pl) Z. Grot, I. Pawłowski, M. Pirko, Wielkopolska w walce o niepodległość 1918-1919. Wojskowe i polityczne aspekty Powstania Wielkopolskiego, Varsovie 1968.
- (pl) K. Kandziora, Działalność POW w Poznaniu. Przyczynek do historii Polskiej Organizacji Wojskowej zaboru pruskiego w latach 1918-1919, Varsovie 1939.
- (pl) K. Kruszyński, Poznańczycy w wojnie polsko-bolszewickiej 1919-1921, Poznań 2010.
- (pl) A. Rzepecki, Powstanie grudniowe w Wielkopolsce. 27 XII 1918, Poznań 1919.
- (pl) Z. Wieliczka, Wielkopolska w Prusy w dobie powstania 1918/1919, Poznań 1932.
- (pl) H. Zieliński, Rola powstania wielkopolskiego oraz powstań śląskich w walce o zjednoczenie ziem zachodnich z Polską (1918–1921), [w:] Droga przez Półwiecze.

#### La guerre soviéto-polonaise
- Józef Piłsudski, L'Année 1920. Traduit du polonais. Paris, La Renaissance du Livre, 1929
- (en) (en) Edgar Vincent D'Abernon, The eighteenth decisive battle of the world : Warsaw, 1920, Westport, Conn, Hyperion Press, 1977, 178 p. (ISBN 978-0-883-55429-6).
- (en) Norman Davies, White Eagle, Red Star: the Polish-Soviet War, 1919-20, Pimlico, 2003  (ISBN 0-7126-0694-7). (First edition: New York, St. Martin's Press, inc., 1972.)
- (en) Jeremy Keenan, The Pole: the Heroic Life of Jozef Pilsudski, Gerald Duckworth & Co. Ltd, 2004  (ISBN 0-7156-3210-8).
- (pl) J. Odziemkowski, Leksykon wojny polsko-rosyjskiej 1919–1920, Oficyna Wydawnicza „Rytm” Varsovie.
- (pl) Mieczyslaw Sciezynski, [Colonel of the (Polish) General Staff], Radjotelegrafja jako źrodło wiadomości o nieprzyjacielu, Przemyśl, [Printing and Binding Establishment of (Military) Corps District No. X HQ], 1928, 49 pp.
- (pl) Karpus, Zbigniew, Alexandrowicz Stanisław, Zwycięzcy za drutami. Jeńcy polscy w niewoli (1919-1922). Dokumenty i materiały, Toruń, Wydawnictwo Uniwersytetu Mikołaja Kopernika w Toruniu, 1995  (ISBN 83-231-0627-4).
- (pl) Janusz Cisek, Sąsiedzi wobec wojny 1920 roku. Wybór dokumentów, Polish Cultural Foundation Ltd, 1990, Londres  (ISBN 0-85065-212-X).
- (en) Piotr Wandycz, « General Weygand and the Battle of Warsaw », Journal of Central European Affairs, 1960.
- (en) Adam Zamoyski, Warsaw 1920, Lenin's failed conquest of Europe, Harper Press, 2008  (ISBN 978-0-00-722553-8)

### La Seconde guerre mondiale
Article détaillé : Bibliographie sur la Pologne durant la Seconde guerre mondiale (en)
- (pl) Work, Group (1947). Sprawozdanie w przedmiocie strat i szkód wojennych Polski w latach 1939-1945 DJVU file. Varsovie : Biuro Odszkodowań Wojennych.
- (en) Chodakiewicz, Marek Jan. Between Nazis and Soviets: Occupation Politics in Poland, 1939–1947. Lanham : Lexington Books, 2004  (ISBN 0-7391-0484-5).
- (en) Coutouvidis, John, and Reynolds, Jaime. Poland, 1939–1947 (1986)
- (en) Davies, Norman Rising '44 : The Battle for Warsaw (2004)
- (en) Douglas, R.M. Orderly and Humane. The Expulsion of the Germans after the Second World War. Yale University Press, 2012.  (ISBN 978-0-300-16660-6).
- (en) Fritz, Stephen G. (2011). Ostkrieg : Hitler's War of Extermination in the East. University Press of Kentucky.  (ISBN 978-0813140506).
- (en) Gross, Jan Tomasz, Revolution from Abroad: The Soviet Conquest of Poland's Western Ukraine and Western Belorussia, Princeton University Press, 2002,  (ISBN 0-691-09603-1).
- (en) Hiden, John. ed. The Baltic and the Outbreak of the Second World War, Cambridge University Press, 2003,  (ISBN 0-521-53120-9)
- (en) Kochanski, Halik. The Eagle Unbowed: Poland and the Poles in the Second World War. Harvard U.P., 2012,  (ISBN 0674071050)
- (en) Koskodan, Kenneth K. No Greater Ally: The Untold Story of Poland's Forces in World War II, Osprey Publishing 2009,  (ISBN 978-1-84908-479-6).
- (en) Lukas, Richard C. Did the Children Cry: Hitler's War Against Jewish and Polish Children', 1939–1945 (N.Y.:Hippocrene, 1994).  (ISBN 0-7818-0242-3)
- (en) Lukas, Richard C. Forgotten Holocaust:The Poles under German Occupation, 1939–1944 (3rd rev. ed.; N.Y.:Hippocrene, 2012).  (ISBN 978-0-7818-1302-0)
- (en) Sword, Keith (1991). The Soviet Takeover of the Polish Eastern Provinces, 1939–41. Palgrave Macmillan.  (ISBN 0-312-05570-6).
- (en) Snyder, Timothy. Bloodlands: Europe Between Hitler and Stalin (2010)
- (en) Terlecki, Olgierd. (1972), Poles in the Italian Campaign, 1943–1945, Interpress Publishers.
- (en) Steven J. Zaloga, Poland 1939: The birth of Blitzkrieg, Osprey Publishing 2002,  (ISBN 1-84176-408-6).
- Edmond Marek, Le général Sikorski et ses soldats dans la campagne de France: 1939-1940., Nouv. éd. Toulouse, 1999, (44 p., ill). (Conférences du Club Polonia-Nord).

### La République populaire de Pologne
- (pl) Julian Babula : Wojsko Polskie 1945–1989. Próba analizy operacyjnej. Varsovie : Dom Wydawniczy Bellona, 1998.  (ISBN 83-11-08755-5).
- (pl) Zdzisław Barszczewski : Przywrócone życiu. Rozminowanie ziem Polski. Varsovie : Dom Wydawniczy Bellona, 1998.  (ISBN 83-11-08751-2).
- (pl) Henryk Hermann, Polska doktryna wojenna z 1973 roku w świetle źródeł, in : Źródła w badaniach historii wojskowej, Toruń 2004,  (ISBN 83-7441-038-8).
- (pl) Jerzy Eisler. Z orzełkiem bez korony. Wydanie specjalne „Polski Zbrojnej” uzupełnione wspomnieniami o poligonach z okresu PRL spisanymi przez dziennikarzy redakcji. „Polska Zbrojna”, 2011. Varsovie : Wojskowy Instytut Wydawniczy.
- (pl) Jerzy Kajetanowicz, Polskie wojska lądowe w latach 1945–1960, Toruń 2004,  (ISBN 83-88089-12-9).
- (pl) Kajetanowicz J., Wojsko Polskie w systemie bezpieczeństwa państwa 1945-2010, Częstochowa : Wydawnictwo im. Stanisława Podobińskiego Akademii im. Jana Długosza, 2013,  (ISBN 978-83-7455-316-2).
- (pl) Skrzypek A., Mechanizmy autonomii – stosunki polsko – radzieckie 1956-1965, Wyższa Szkoła Humanistyczna im. Aleksandra Gieysztora, 2005,  (ISBN 83-89709-26-0).
- (pl) Tadeusz Pióro : Armia ze skazą. Czytelnik, 1994.  (ISBN 83-07-02397-1).
- (en) Andrew A. Michta, Red Eagle: The Army in Polish Politics 1944–1988, Hoover Press, 1990.

### La Pologne contemporaine
- (pl) Jerzy Kajetanowicz. Polskie wojska operacyjne w systemie bezpieczeństwa państwa 1990-2010. „Bellona”. 3, 2013. Varsovie. ISSN 1897-7065.